# オーストラリアワイン
オーストラリアワイン(英語: Australian wine)は、オセアニアのオーストラリアで生産されるワイン。オーストラリア料理を構成する要素のひとつである。

## 特徴
2009年-10年のブドウ栽培面積は156,632ヘクタールであり、2010年には世界第12位だった。2009年-10年のワイン生産量は15億3200万リットルであり、2010年にはイタリア、フランス、スペイン、アメリカ、アルゼンチン、中国に次ぐ7位だった。2004年には6位だったが、2010年には躍進著しい中国に抜かれている。
概してワイン産地はより冷涼な南部にあり、2012年-13年には南オーストラリア州(46%)、ニューサウスウェールズ州(31%)、ビクトリア州(19%)の3州でオーストラリア全体の96%のワインを生産した。オーストラリアにはワイン生産に適した固有種は存在しないため、ヨーロッパから持ち込まれたブドウの樹が使用されている。様々な品種が栽培されているが、樹の本数という点ではオーストラリア全体の約1/4がシラーズ種である。
1965年にはオーストラリアのワイン生産者がカスクワイン（ボックスワイン）についての特許を世界で初めて取得した。また、オーストラリアはワイン生産の主要国の中で最初にスクリューキャップを導入した国である。従来のオーストラリア産ワインは低価格ワインが主体だったが、2000年代以降には高級ワインの生産にも力がいれられるようになり、国内で生産されるワインの価格・品質・味は多様である。ワイン産業はその生産、雇用、輸出、観光を通じてオーストラリアの経済に大きく貢献している。
| 国別ブドウ栽培面積 | 国別ブドウ栽培面積        | 国別ブドウ栽培面積        | 国別ブドウ栽培面積        | 国別ブドウ栽培面積 |
| 国                 | ブドウ栽培面積（1,000ha） | ブドウ栽培面積（1,000ha） | ブドウ栽培面積（1,000ha） | 増減率 (%)         |
| 国                 | 1988年                    | 2004年                    | 2010年                    | 増減率 (%)         |
| ------------------ | ------------------------- | ------------------------- | ------------------------- | ------------------ |
| スペイン           | 1,180                     | 1,200                     | 1,082                     | -9.8               |
| フランス           | 914                       | 889                       | 818                       | -7.9               |
| イタリア           | 899                       | 849                       | 795                       | -6.3               |
| オーストラリア     | ???                       | 164                       | 170                       | 3.6                |
| 世界総計           | ????                      | 7,690                     | 7,447                     | -3.1               |

| 国別ワイン生産量 | 国別ワイン生産量        | 国別ワイン生産量        | 国別ワイン生産量        | 国別ワイン生産量   | 国別ワイン生産量 |
| 国               | ワイン生産量（1,000hl） | ワイン生産量（1,000hl） | ワイン生産量（1,000hl） | 生産効率 （hl/ha） |                  |
| 国               | 1988年                  | 2004年                  | 2010年                  | 生産効率 （hl/ha） |                  |
| ---------------- | ----------------------- | ----------------------- | ----------------------- | ------------------ | ---------------- |
| イタリア         | 54,188                  | 53,000                  | 48,525                  | 61                 |                  |
| フランス         | 52,671                  | 57,386                  | 44,470                  | 54                 |                  |
| スペイン         | 30,320                  | 42,988                  | 35,353                  | 32                 |                  |
| オーストラリア   | ?????                   | 14,679                  | 11,339                  | 66                 |                  |
| 世界総計         | ??????                  | 292,078                 | 260,312                 | 36                 |                  |

## テロワール

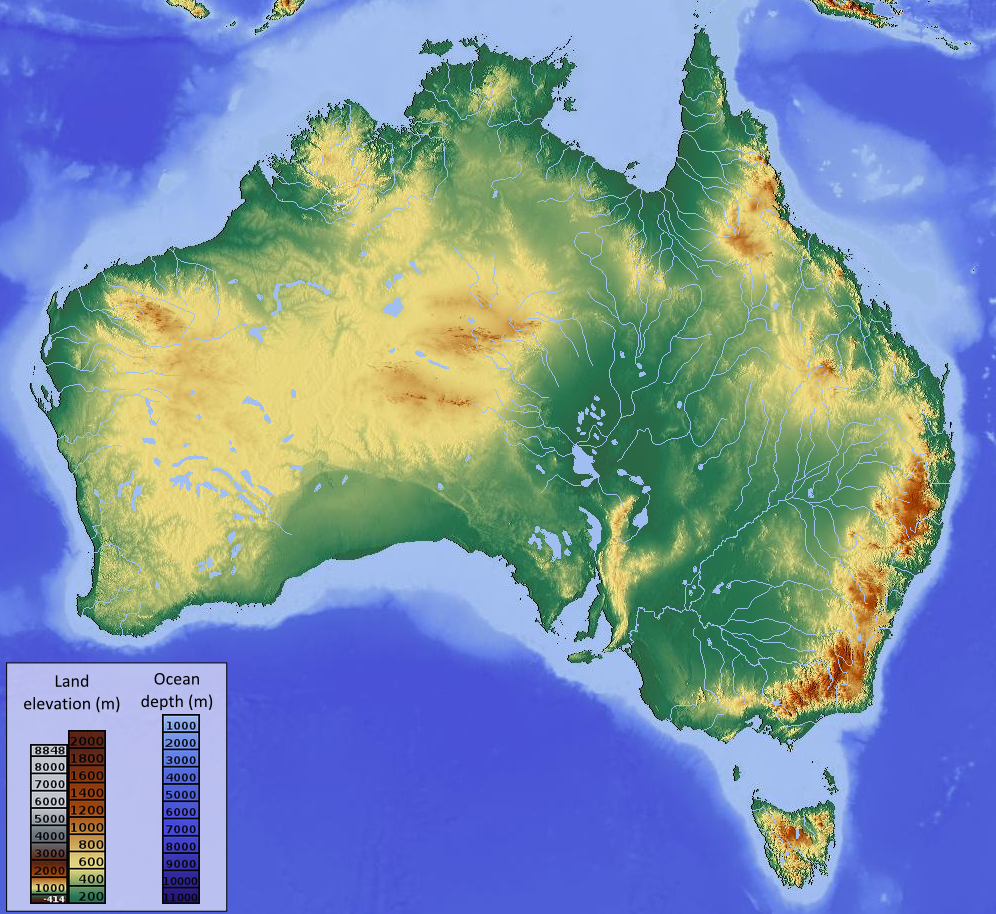
オーストラリアの地勢

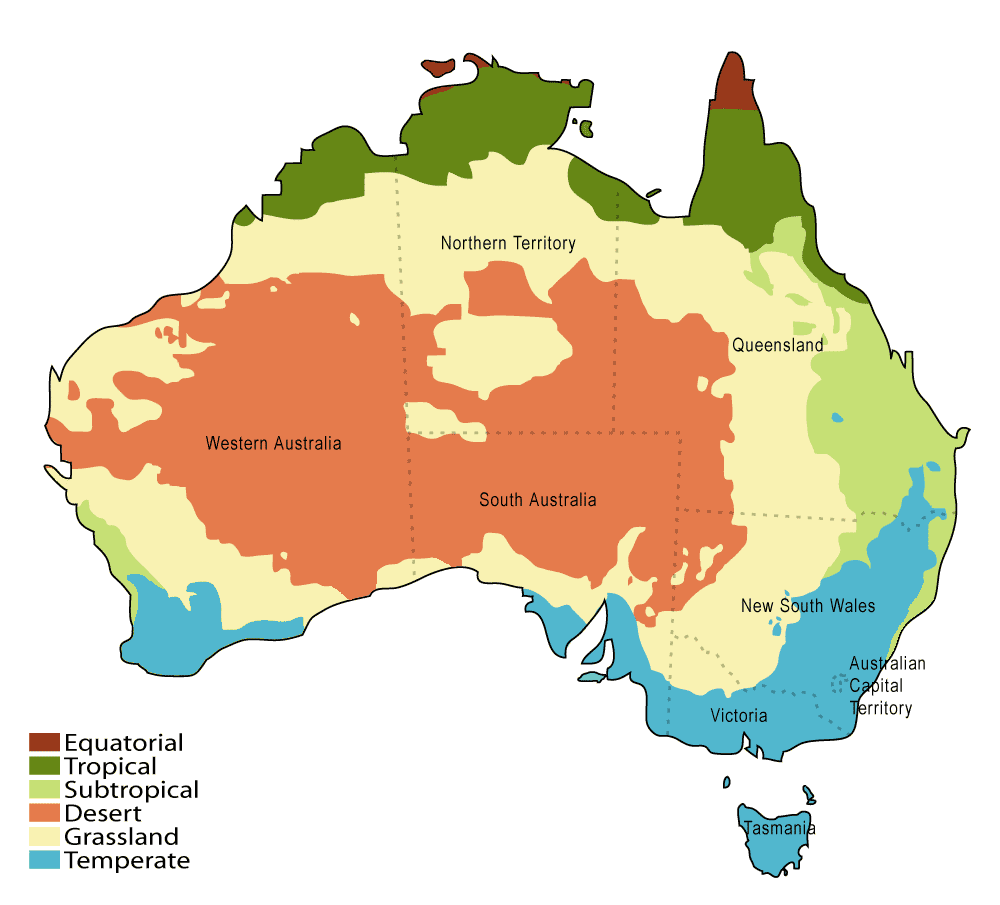
オーストラリアの気候

オーストラリア大陸（約900万km2）の面積はヨーロッパ大陸（約1000万km2）とほぼ同等であり、比較的平坦（最高地点は2,228m）なのが特徴である。オーストラリア大陸北部の大部分は熱帯であり、ブドウ栽培には暑すぎるし乾燥しすぎている。ブドウ栽培に適しているのは大陸の南東部または南西部であり、これらの地域は地中海性気候となる。オーストラリアは緯度的には冷涼な気候のワイン産地ではないが、標高の高さや海との近さによって冷涼な気候の地域も存在する。オーストラリア大陸はその巨大さから、ほぼすべての気候や土壌がみられる。これが理由で、赤ワイン、白ワイン、酒精強化ワイン、デザートワイン、スパークリングワインと、多様な種類のワインを生産している。
西オーストラリア州のダーリング崖、南オーストラリア州のマウント・ロフティ山脈、オーストラリア東部のグレートディヴァイディング山脈（大分水嶺山脈）と、3つの主要な山脈がブドウ栽培に影響を与えている。ダーリング崖は標高約400mの断層であり、西オーストラリア州最良のワイン産地はこの断層上にある。マウント・ロフティ山脈周辺にはアデレード・ヒルズ、バロッサ・ヴァレー、エデン・ヴァレーなどのワイン産地がある。グレートディヴァイディング山脈はワイン産地に標高をもたらし、熱帯の降水システムからブドウ畑を守る障壁となる。ハンター・ヴァレーは山脈の「間違った」側にあり、気候的にはブドウ栽培には恵まれていない。

## 歴史

### ワイン生産の先駆者たち
1788年のファースト・フリート （1788年にオーストラリアに着いた最初の囚人船団、「最初の植民船団」）とともに、ブドウの樹もオーストラリアに持ち込まれた。アーサー・フィリップ初代総督は、ブラジルのリオデジャネイロや南アフリカのケープタウンでブドウの挿し木を積み込み、ニューサウスウェールズ地方の流刑地（現在のシドニー王立植物園近く）に植えた。降水量の多いシドニーの気候はブドウ栽培とワイン生産に不向きであり、フィリップ総督は良好な土壌と乾燥気候の内陸部にブドウ畑を移動させた。1791年にはシドニーの西25kmのパラマッタ川沿いに約1ヘクタールのブドウ畑を築き、フランス人戦争捕虜がブドウ栽培にあたった。フィリップ総督は1792年にイギリス本国に帰国しているが、1795年にはオーストラリアで初めてワインが生産されたとされている。1820年代までにはオーストラリアの植民地内向けのワインの販売が可能となった。1820年から1840年にかけて、ニューサウスウェールズ地方、西オーストラリア地方、ビクトリア地方、最後に南オーストラリア地方に、入植者たちが徐々にブドウ畑を設立していった。
グレゴリー・ブラックスランドはケープタウンから持ち込んだブドウの木をシドニー西方のパラマッタ・ヴァレーに植え、ボルドースタイルのワインを生産した。1822年には136リットルのワインを船に積んでロンドンに向かい、1823年にはこの酒精強化ワインが商工業奨励会（王立協会の前身団体）によって銀賞を授与された。ブラックスランドは海外で賞を勝ち得たオーストラリア初のワイン生産者である。カリフォルニアワインが初めて輸出されたのは1840年であり、オーストラリアはカリフォルニアに18年先んじている。5年後にはさらに多くのワインを積み込んでヨーロッパに赴き、今度は金賞を獲得した。これはオーストラリア産ワインが国際ワインコンクールで獲得した初の金賞である。
1792年にオーストラリアにやってきたジョン・マッカーサーは、国外追放を命じられた後にフランスでブドウの木を収集して栽培技術を習得し、1817年に再びオーストラリアに渡った。1820年にはシドニー南方のカムデンで、後にはシドニー西方のペンリスでワインを生産した。マッカーサーはオーストラリアで初めて商業ベースのワイン生産を行った人物であり、1827年には9万リットルのワインを生産した。ジョンの息子ウィリアム・マッカーサーは1844年に『ブドウの栽培、発酵及びワインの貯蔵に関する書簡』を出版している。
「オーストラリアワインの父」と呼ばれるジェームズ・バズビーは1824年にイギリスからオーストラリアに渡り、シドニー近郊のハンター・ヴァレーでワインを生産した。1828年にウィンダム・エステートが設立されたハンター・ヴァレーはオーストラリア最初の商業ワイン産地である。1825年には『ブドウ栽培法及びワインの製造技術』を、1830年には『NSW州におけるブドウの栽培とワインの製造に関するマニュアル』を出版。1831年からはフランスとスペインのブドウ畑を視察して発酵法を学び、各地のブドウの木の収集を行った。650品種をオーストラリア行きの船に積み込むと、1833年にオーストラリアに戻った時には362品種が長旅を耐えた。シドニー、カムデン、アデレードの各植物園や兄が経営するブドウ畑などにこれらの木が植えられた。バズビーの尽力の結果、ハンター・ヴァレーには1852年に186ヘクタールのブドウ畑があり、年間27万2000リットルのワインと4,500リットルのブランデーを生産。アデレード植物園に植えられた木から得られた苗木が南オーストラリア地方の各地に伝わった。オーストラリアで古くから栽培されている品種の多くはバズビーのコレクションにルーツを求めることができる。

### 国際舞台での成功

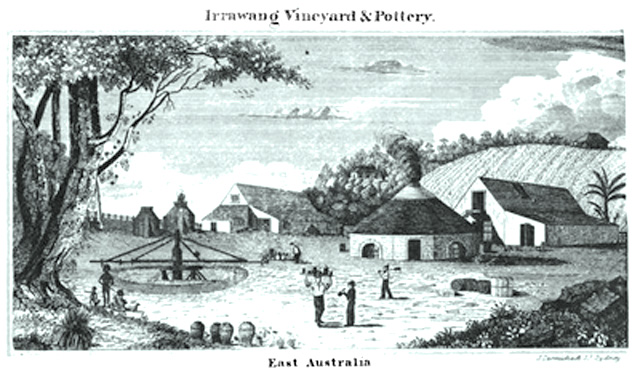
1839年のCarmichael Irrawangブドウ畑

1840年までには、イタリア人によってリヴェラーナに、スイス人によってビクトリア地方に、ダルマチア（現クロアチア）人によって西オーストラリア地方に、ルター派ドイツ人によって南オーストラリア地方にブドウ畑が設立された。1844年には南オーストラリア地方のアデレード・ヒルズで生産されたワインがイギリス本国のビクトリア女王に送られたが、女王がオーストラリア産ワインを注文した証拠は残っていない。1850年までには今日のほとんどの州で商業ブドウ畑が設立されている。1854年には6,291リットル（1,384ガロン）のワインが、オーストラリア産ワインとして初めてイギリスに輸出された。
1852年にはオーストラリア東部で金鉱が発見され、一時的にニューサウスウェールズ地方とビクトリア地方の労働者がブドウ畑から鉱山に移った。しかし、人口が拡大するにつれてブドウ栽培・ワイン生産も拡大した。植民地における土地選択法が制定されると、1860年から1872年にはブドウ畑が急速に拡大した。1851年に2,510ヘクタールだったブドウ畑は1871年には6,880ヘクタールとなり、1854年から1863年の期間に年平均31,850リットルだったイギリスへの輸出量は1863年から1885年の期間に年平均145,600リットルにまで劇的に増加した。
初期の生産者はなじみのないオーストラリアの気候などのために多くの困難に直面したが、最終的には成功を収めている。1873年のウィーン万国博覧会ではフランスの審査員がブラインドテイスティングを行い、ビクトリア州産のワインを称賛した。しかし、このワインの出所が明らかにされると、これだけ良質なワインの産地はフランスであるに違いないとして、審査員は抗議とともに審査を取り消した。
オーストラリア産ワインはフランスで開催されたワインコンクールで好成績を残し続けた。ビクトリア地方産のシラーズ種ワインは1878年のパリ万国博覧会で、ボルドーのシャトー・マルゴーに例えられた。1882年のボルドー国際博覧会ではあるオーストラリア産ワインが金賞を受賞し、1889年のパリ万国博覧会では別のオーストラリア産ワインが金賞を受賞した。これらはすべて、フィロキセラの流行でオーストラリアのワイン産業が破壊的な影響を受ける前のことだった。

### フィロキセラと南オーストラリア州の台頭

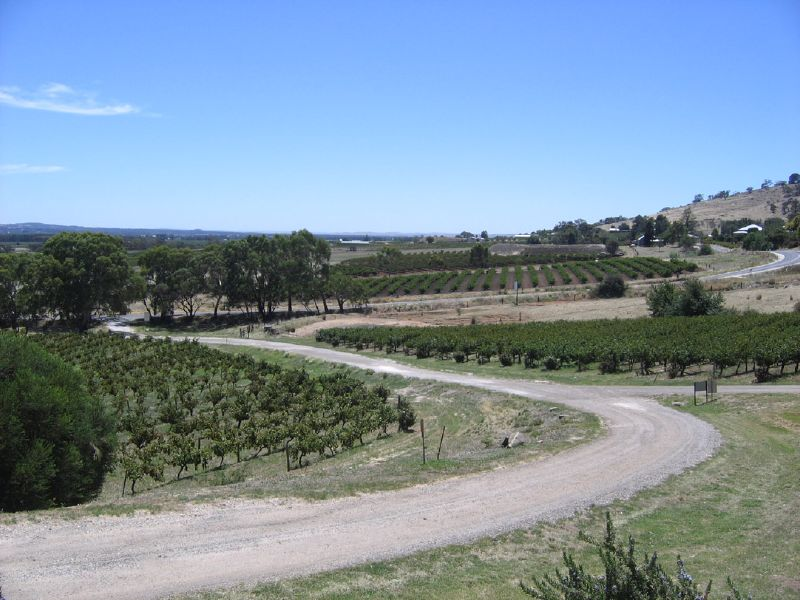
20世紀の豪州産ワインを牽引したバロッサ・ヴァレー

1863年にフランスで初めて確認されたフィロキセラ（ブドウネアブラムシ）は、1875年にオーストラリアにも到来し、1870年代には一部の地方で流行した。ビクトリア地方メルボルン近郊のジロングで発見され、ラザグレンやゴールバーン・ヴァレーを含むビクトリア地方のワイン産業に決定的な打撃を与えた。ニューサウスウェールズ地方の一部でもフィロキセラが発見されたが、州間の検疫制度によって他州では被害を免れた。1901年にオーストラリア連邦が成立すると、州間の取引時に発生していた関税が撤廃されたことで、オーストラリアのワイン市場は拡大した。安価な南オーストラリア州産のワインが各州に流入。フィロキセラの蔓延と合わせて、それまでオーストラリアのワイン産業をリードしていたビクトリア州は停滞を余儀なくされた。この時期にはより巨大なワイナリーが誕生しており、マクウィリアムス、ペンフォールズ、セッペルトなど、今日も名声を得ている老舗ワイナリーのいくつかが設立されている。
20世紀初頭には南オーストラリア州がオーストラリア産ワインを主導する位置に立ち、特にバロッサ・ヴァレーはオーストラリア最大のテーブルワイン産地に成長した。マレー川の最下流部にある南オーストラリア州のワイン産地では他州とは違って灌漑設備が導入され、ブドウの他にもプラムやオレンジなどの果樹が栽培されるようになっている。
この頃にイギリスに向けて輸出されるワインは酒精強化ワインがほとんどであり、国内の需要も甘口のワインや酒精強化ワインの比率が高まった。第一次世界大戦後にはイギリスとともに戦った帰還兵がブドウ栽培地域に入植し、オーストラリア政府は1924年に輸出奨励金制度を設けて輸出を促進したが、生産過剰などの影響でワインの価格が下落し、多くのブドウ畑が崩壊している。1925年にはイギリス政府が大英帝国内産ワインの優先的な輸入を義務付け、オーストラリアの酒精強化ワイン業界を刺激した。1921年にはイギリス向けの輸出量が244万リットルだったが、1927年には1590万リットルにまで飛躍的に増加している。1929年からの世界恐慌などに影響され、1927年に9300万リットルだった総生産量は1931年には5950万リットルにまで落ち込んだが、第二次世界大戦が開戦すると再び輸出量が増加しはじめ、オーストラリア国内のワイン消費量も伸びた。1900年代初頭から第二次世界大戦の終わりまで、オーストラリア大陸のワイン生産者は干ばつ、害虫フィロキセラ、経済苦境などの苦難を経験した。

### 第二次世界大戦後

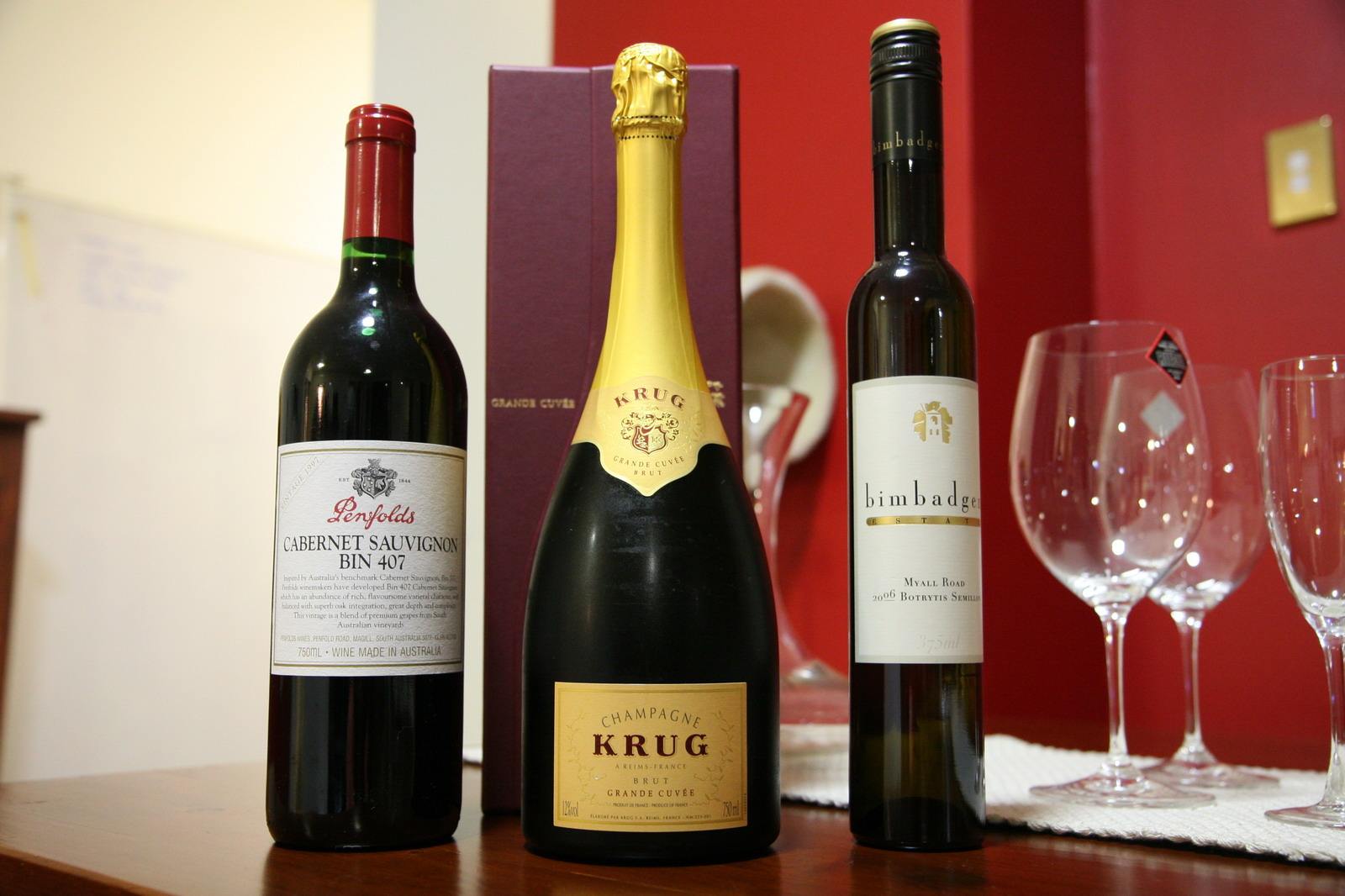
高級豪州産ワインの代表格であるペンフォールズ（左）

第二次世界大戦後には、ブドウ栽培の知識を持つフランス、イタリア、ドイツからの移民が急成長の起爆剤となった。新たな技術が導入されたり開発され、ワインの品質が向上したことでワイン消費量が成長した。1950年代頃の生産と消費の中心は酒精強化ワインだったが、海外に旅行した若者が持ち帰った知識や、戦後に多く受け入れた南欧系移民などの影響で、1960年代には生産も消費もスティルワインへの転換が進んだ。白ワインの生産技術が向上したことで白ワインブームが生じ、日常消費用のカスクワイン（硬質紙箱入りワイン、バッグ・イン・ボックス）が家庭に普及。1970年代中頃にはテーブルワイン（スティルワイン）の消費量が50%を超え、1975年には白ワインの消費量が赤ワインを超えた。
1960年代には供給過剰や販売不振に対抗する手段として、豊作時に生産されるノンラベルのクリーンスキンワインがオーストラリアに導入されている。1960年代末から1970年代初頭、オーストラリアのワイン業界は国際市場での競争力を高めるために、多額の投資を行って生産技術の向上に努めた。1970年代後半から1980年代にかけてワイン生産者の統合が進み、ワイン産業以外からの資本参加や海外資本の参入が行われ、家族経営のワイナリーが大きく減少した。1980年代末にはワイン用ブドウの過剰供給を乗り越えるために、オーストラリア政府が農家に奨励金を支払ってブドウの株の引き抜きを行った。1980年代後半から1990年代には輸出が急速に拡大し、1985年に1000万リットル程度だった輸出量は1993年には1億リットルを超え、1994年には1億8000万リットルに達した。1994年の輸出量は世界第6位であり、アメリカの約1.6倍である。
オーストラリアのワイン業界は巨大ではあったが、1970年代末まではもっぱら甘口ワインと酒精強化ワインからなっていた。しかしそれ以後には、オーストラリアは急速に質と量の両面で世界を牽引する存在となった。1990年代から2000年代前半には輸出量が急上昇し、ブドウの植樹ブームが起こった。例えばアメリカ合衆国への輸出量は、1990年の57万8000ケースから2004年には2000万ケースにまで増加し、2000年にはイギリスへの輸出量が史上初めてフランスワインを上回った。

### 2000年代

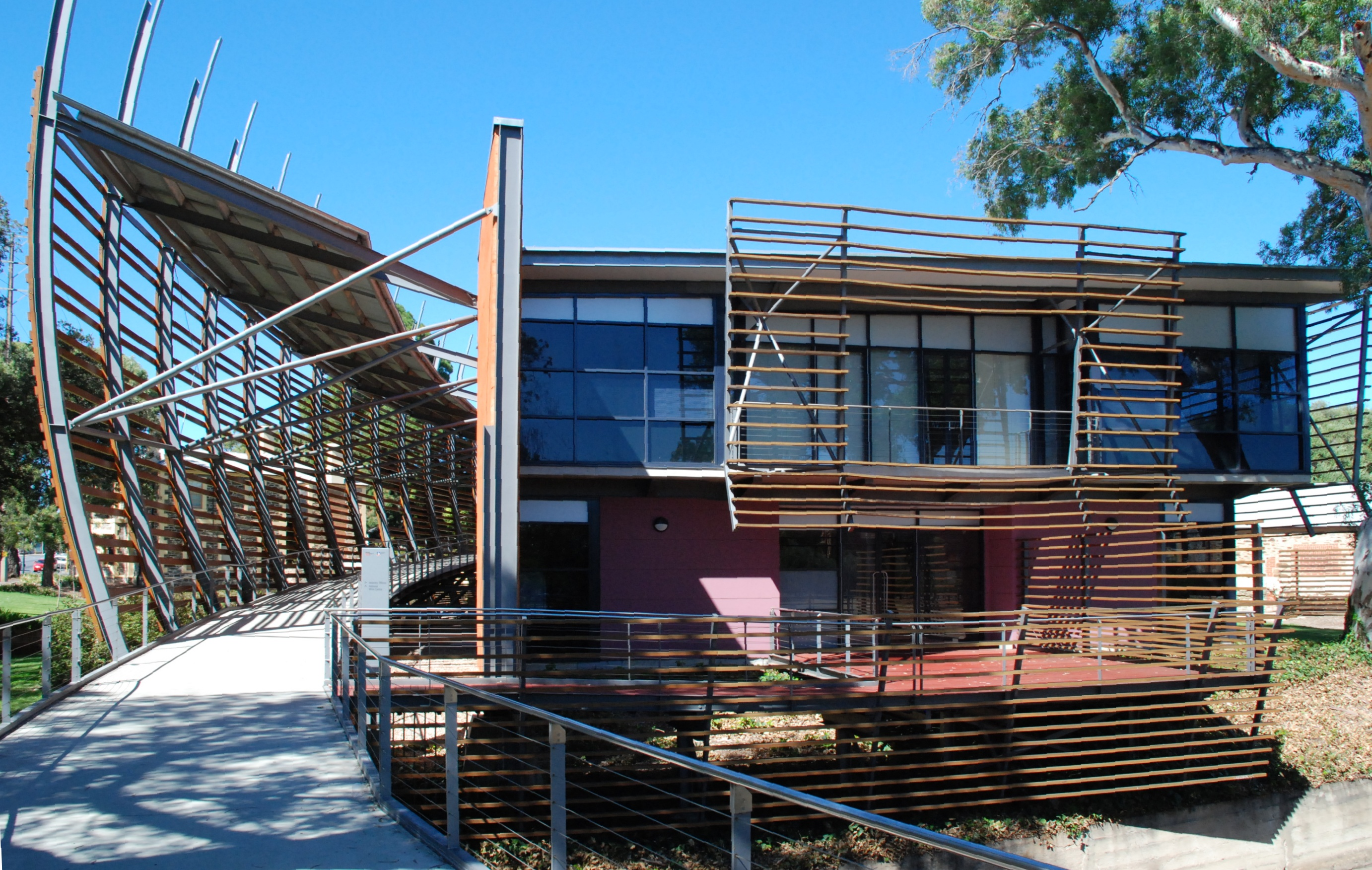
国立ワインセンター

アデレードにある国立ワインセンターや国立ワイン醸造・ブドウ栽培センターは、世界を代表するワイン研究機関・教育機関である。この大学ではブドウ栽培とワイン醸造を学ぶことができ、卒業生は世界中から引く手あまたである。高等教育機関のブドウ栽培・ワイン醸造学過程を修了した人材が増えており、他業種出身者や退職者が経営する小規模なブティックワイナリーもオーストラリア中に見られる。今日のワイナリーはエノツーリズム（ワインツーリズム）の対象地となっている。テイスティング・オーストラリアというオーストラリア最大のワインフェスティバルは隔年開催だが、一般的にワイン産地では毎年ワインフェスティバルが開催される。

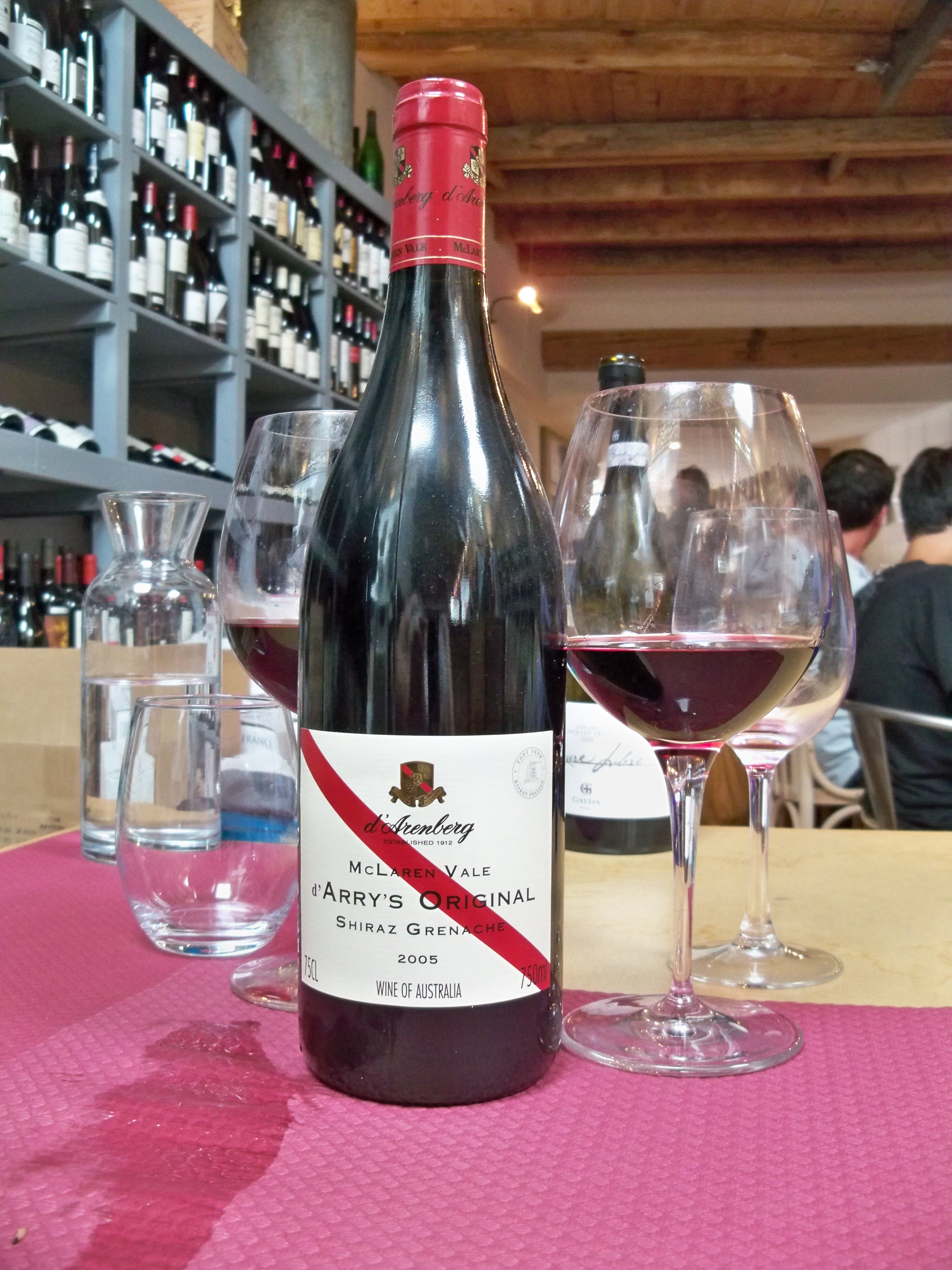
現代の豪州産ワインの象徴的存在のシラーズ

2000年代には再び赤ワインが白ワインの生産量を上回っている。1996年にはブドウ栽培・ワイン生産に関する新戦略を策定し、オーストラリア産ワインの世界的な認知度向上や、生産量・販売量・市場占有率などに関する具体的な数値目標を掲げたが、2025年を基準としたその新戦略は20年も早く2005年に達成してしまった。
しかし、生産過剰によって2005年と2006年にはブドウ価格が低下し、再び政府主導による株の引き抜きを求める声が高まった。2004年には8,570のブドウ栽培者が登録されていたが、2012年には6,250まで大きく減少している。
2000年代にはイギリスの輸入業者がオーストラリア産ワインの価格上昇に抵抗を示した。2008年には輸出量が初めて前年を下回ったうえに、2012年にはバルクワイン（樽詰め）がボトルワインの輸出量を上回った。2005年の輸出単価は3.98豪ドル/リットルだったが、2010年度には2.7豪ドル/リットルに低下した。これらは世界的な経済危機の影響に加えて、国内の生産過剰がバルクワインの輸出に回ったことも理由に挙げられる。強い通貨の影響でニュージーランド産ワインも多く流入しており、2000年代にはオーストラリアでもっとも販売額の大きい銘柄がニュージーランド産という逆転現象まで起こった。
近年には世界的なトレンドであるブドウの有機栽培およびバイオダイナミック農法によるワインの人気が高まっている。2004年には第1回国際バイオダイナミックワイン会議がビクトリア州ビーチワースで開催され、オーストラリアに世界中のバイオダイナミックワイン生産者が集まった。特にヨーロッパ市場で高価格ワインの生産者がオーストラリアの有機栽培・バイオダイナミック栽培によるブドウを買い付けてくれることから、ブドウの生産過剰にもかかわらず、多くの有機栽培・バイオダイナミック農法農家が需要を享受している。

## 法制度
1963年からは各州の「純正食品規制法」が個別にワインに関する規則を定めていたが、1987年には「連邦食品基準コード」に統合された。また、「オーストラリアワイン・ブランデー公社法およびその規則」でワインラベルの規則が定められている。1992年にはオーストラリア連邦政府と欧州諸共同体(EC)がワインの貿易に関する合意に達し、1993年には連邦食品基準コードとワインラベル規則が大幅に改正された。

### ワイン規則
連邦食品基準コードではアルコール度数の制限および表示義務を定めており、スティルワインおよびスパークリングワインのアルコール度数は8度以上、酒精強化ワインのアルコール度数は15度以上22度未満である。また、10物質には含有限度量に制限があり、46物質には添加および使用の許可がなされている。

### ラベル規制

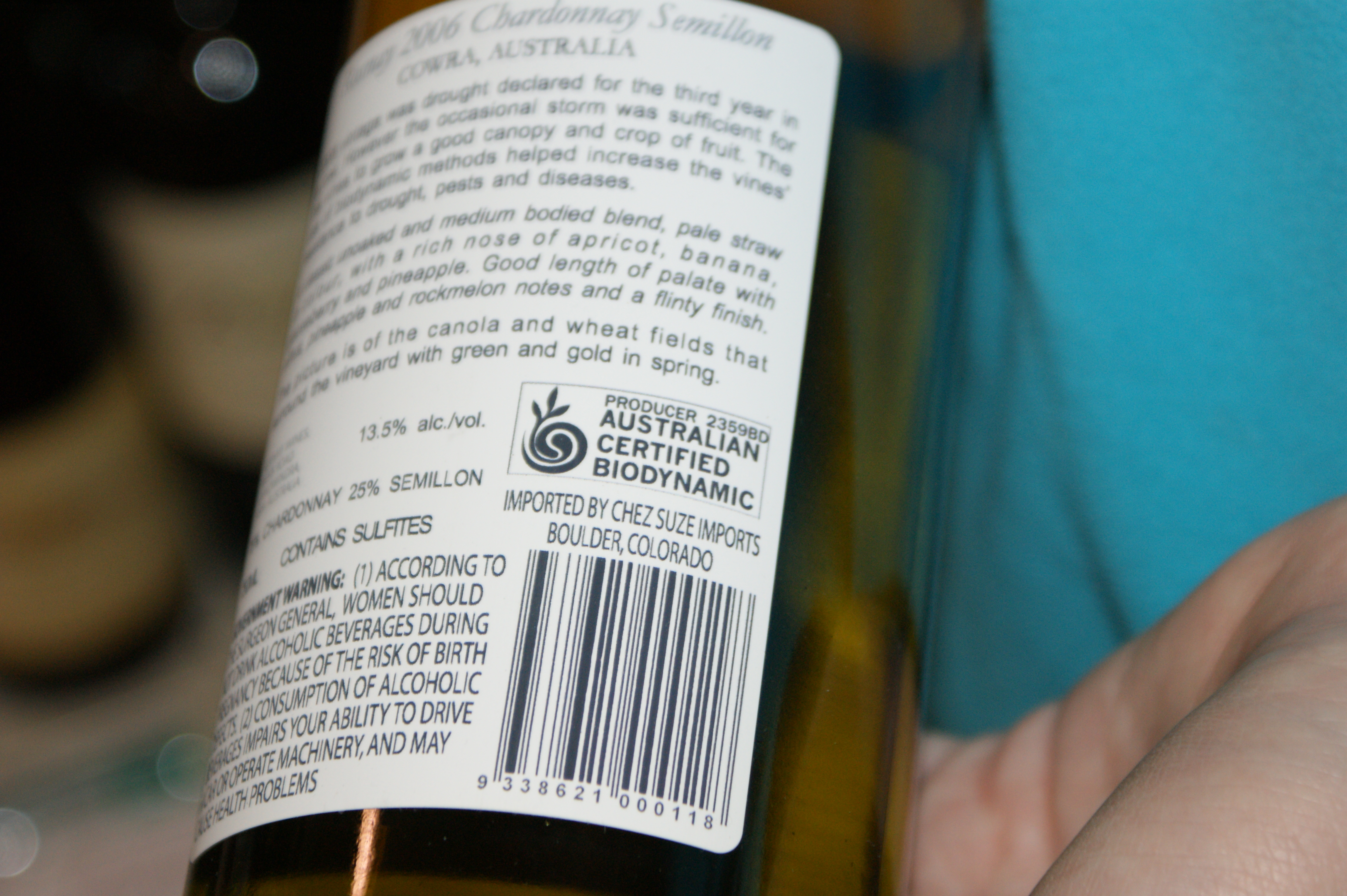
バイオダイナミック農法認定がなされたワインのラベル

ワインラベルに関してはセパージュ比率に関していくつかの制限がある。また、「-スタイル」や「-カインド」などの誤解を招く表現、「スペシャル・ヴィンテージ」や「スーペリア」などの誇張表現は使用できず、「プルミエ・クリュ」や「ヴィラージュ」などヨーロッパの伝統的産地で使用されている用語も使用できない。ワインラベルに関してはセパージュ比率に関していくつかの制限がある。
オーストラリアでは伝統的に、ボージョレ、カヴァ、シェリー、ポート、シャンパン、シャブリなど、ヨーロッパの産地名でワインの特徴を示していたが、ECとの合意によってこれら「ジェネリックワイン」の名称を段階的に廃止することになった。

### 地理的表示(GI)
フランス・イタリア・スペインなどの旧世界ではテロワールの概念がワインの品質基準に大きな影響を与えており、フランスではアペラシオン・ドリジーヌ・コントロレ(AOC)が、イタリアではデノミナツィオーネ・ディ・オリージネ・コントロッラータ(DOC)が、スペインではデノミナシオン・デ・オリヘン(DO)という原産地呼称制度が制定されているが、新世界にはテロワールとワインの品質基準を分離した考え方があり、オーストラリアには原産地呼称制度は存在しない。
原産地呼称制度の代わりに、オーストラリアでは地理的表示(GI)が定められている。なお、同じ新世界のアメリカ合衆国もオーストラリアと同様であり、地理的表示のアメリカぶどう栽培地域が定められている。

## ブドウ品種

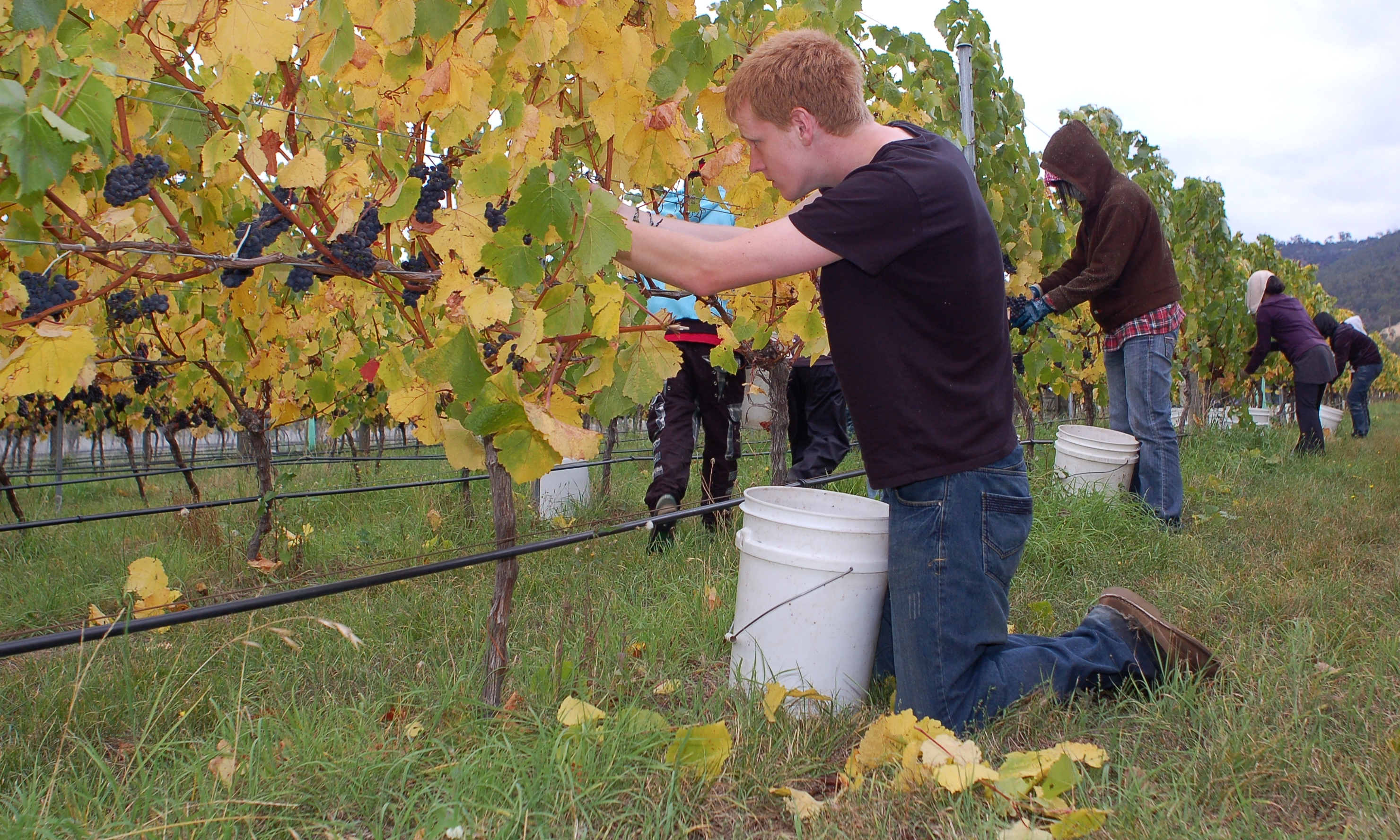
オーストラリアでのブドウ収穫作業

オーストラリア産ワインの主要品種としては、シラーズ（シラー）種、カベルネ・ソーヴィニヨン種、メルロー種、シャルドネ種、ソーヴィニヨン・ブラン種、セミヨン種、リースリング種がある。樹の本数という点ではオーストラリア全体の約1/4がシラーズ種である。
これらヨーロッパブドウ種(Vitis vinifera)の品種は18世紀末から19世紀初頭にヨーロッパや南アフリカから導入された。オーストラリアに固有種は存在しないが、シエンナ種やタランゴ種などいくつかの品種はオーストラリア人ブドウ栽培家によって生み出されている。
オーストラリアの商業ワイン生産者は約130品種のブドウを使用してワインを生産している。近年になって、多くのワイン生産者が上述の品種の代替品種を模索しており、フランスから導入されたプティ・ヴェルド種、ピノ・グリーリョ種、ピノ・ノワール種、ヴィオニエ種、イタリアから導入されたサンジョヴェーゼ種、スペインから導入されたテンプラニーリョ種などがより一般的となっている。
オーストラリアのワイン生産者は印象的な結果を残しており、シャルドネ種やシラーズ種などの品種で世界的に優れた指標となっている。さらにオーストラリア人はキャノピー種の管理方法やその他のブドウ栽培やワイン生産の技術などを刷新した。
オーストラリアのワイン生産者は熟練季節労働者として世界中のワイン産地を駆けめぐり、オーストラリアでのワインカレンダーのオフシーズンには北半球に居を構える。彼らはワインのグローバリゼーションにおける重要な資源であり、ワイン評論家のマット・クレイマーは、オーストラリアが「今日のワイン産業におけるもっとも力強い影響力」を発していると述べている。
| 黒ブドウ品種 | 黒ブドウ品種             | 黒ブドウ品種 | 黒ブドウ品種 | 白ブドウ品種 | 白ブドウ品種           | 白ブドウ品種 | 白ブドウ品種 |
| #            | 品種名                   | 1994年 (ha)  | 2008年 (ha)  | #            | 品種名                 | 1994年 (ha)  | 2008年 (ha)  |
| ------------ | ------------------------ | ------------ | ------------ | ------------ | ---------------------- | ------------ | ------------ |
| 1            | シラーズ                 | 7,220        | 43,977       | 1            | シャルドネ             | 6,850        | 31,564       |
| 2            | カベルネ・ソーヴィニヨン | 7,310        | 27,553       | 2            | セミヨン               | 3,630        | 6,716        |
| 3            | メルロー                 | 830          | 10,764       | 3            | ソーヴィニヨン・ブラン | 1,260        | 6,404        |
| 4            | ピノ・ノワール           | 1,600        | 4,490        | 4            | リースリング           | 4,320        | 4,400        |
| 5            | グルナッシュ             | 2,370        | 2,011        |              |                        |              |              |
| 6            | ムールヴェードル         | ???          | 785          |              |                        |              |              |

### 黒品種

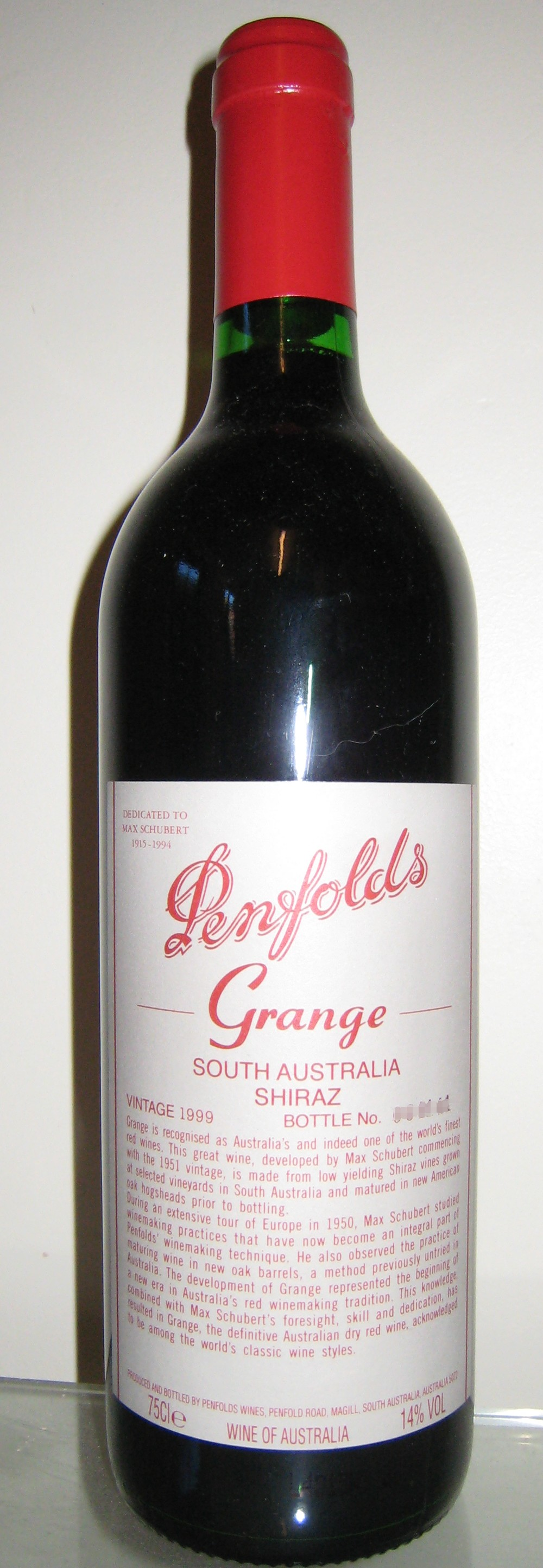
ペンフォールズ社のグランジ

フランスでシラー(Syrah)と呼ばれる品種は、オーストラリアではシラーズ(Shiraz)と呼ばれる。世界的にはフランスと同じくシラーと呼ばれることが多かったが、オーストラリアでのこの品種の目覚ましい成功を受けて、世界中の生産者がこの品種のワインにシラーズというラベルを用いるようになっている。この一方で、この品種から爽やかなワインを作るオーストラリアの生産者は、フランスに敬意を表してシラーと表示することもある。シラーズ種は1833年にジェームズ・バズビーが導入したとされる品種であり、オーストラリアの暑い気候に適しているとされる。早くから普及した黒品種であり、ペンフォールズ社の「グランジ」など、オーストラリアを代表する銘柄にも使用されている。樹齢100年以上のシラーズ種の古樹が国中に点在している。
カベルネ・ソーヴィニヨン種はオーストラリア産ワインの黎明期にバズビーらによって導入された。この国の暑さや干ばつなどが理由で適応に時間を有し、長らく忘れ去られた存在だったが、第二次世界大戦後に見直しが進んだ。1970年代から1980年代に栽培面積が劇的に増加し、特にクナワラやマーガレット・リヴァーで名声を博している。現在では高級品種として様々な地域で栽培されている。産地によって味わいや香り、品質の幅は多様であり、バロッサ・ヴァレーでは深い色合いで酸味の強いワインが、クナワラでは色が明るく酸味の弱い軽快なワインが生産されている。他品種とブレンドされることが多く、マーガレット・リヴァーでは一般的にメルロー種がブレンドパートナーであるが、ラングホーン・クリークやバロッサ・ヴァレーでは伝統的にシラーズ種とブレンドされる。
穏やかな気候を好むピノ・ノワール種はビクトリア州で成功しており、ビクトリア州のあらゆる地域で高品質なワインが生産されている。バランスの良さ、繊細な風味、高い酸味などが特徴であり、タスマニア州やヤラ・ヴァレーではピノ・ノワール種からスパークリングワインが生産されている。1979年のワイン・オリンピックではハンター・ヴァレーのティレル社が生産した1976年ヴィンテージが第一等を得ている。
グルナッシュ種は温暖な地域に適しているため、オーストラリアの気候にも適応した。1950年代には生産量最大の赤ワイン用品種はグルナッシュ種だったが、カベルネ・ソーヴィニヨン種とピノ・ノワール種の台頭で栽培面積を減少させ、今日では低価格のカスクワインなどに使用されることが多い。かつては酒精強化ワインやブレンド用がほとんどだったが、今日ではその香りを生かしたセパージュワインも生産されている。
2000年代初頭に世界的にメルロー種の人気が高まり、オーストラリアでも特に内陸部で栽培面積が劇的に増加した。カベルネ・ソーヴィニヨン種とのブレンドに使用されることが多い。最良のメルロー種はマーガレット・リヴァーで生産される。マルベック種の人気は2000年代から落ち込んでおり、大半の地域ではブレンド用で終わる。テンプラニーリョ種は2001年に50ヘクタールだったが、2012年には710ヘクタールにまで急増した。セパージュワインとなることもあるが、一般的には赤ワインのブレンド用に使用される。プティ・ヴェルド種はオーストラリアの一部の産地では特に成熟が遅い品種であるものの、この国に適した品種といえる。カベルネ・ソーヴィニヨン種をベースにしたブレンドに使用されることが多いが、マクラーレン・ヴェイルなどではセパージュワインとなる。

#### GSMブレンド
グルナッシュ(Grenache)、シラーズ(Shiraz)、ムールヴェードル(Mourvèdre)の黒ブドウ3品種をブレンドしたワインは一般的に「GSM」と呼ばれる。
本来、GSMブレンドはシャトーヌフ＝デュ＝パプを含む南ローヌ地方で用いられていたブレンドである。グルナッシュ種は3品種の中でもっとも軽やかであり、口当たりの良いベリーの香りやわずかな辛味を持つ、淡い赤色の水色のワインとなる。ブレンドの素材としては、アルコール度数、暖かみ、果実味を与える。シラーズ種は深いコク、黒い果実やコショウの香りに寄与する。また、シラーズ種はワインに色合い・骨格・タンニンを与え、ブレンドが必要とするバランスをもたらす。ムールヴェードル種は優雅さ・構造・酸味に寄与し、甘いプラム・焙ったジビエ・かすかなタバコの香りを与えている。

### 白品種
シャルドネ種は1833年にバズビーによってオーストラリアに持ち込まれたが、長らくの間ほとんど栽培されていなかった品種である。1970年代にハンター・ヴァレーでシャルドネ種のワインが生産され始めると、アメリカのカリフォルニア州同様に高級品種に成長した。オーストラリアにはシャルドネ種には樽熟成させないほうが適しているとする意見があり、ブルゴーニュ地方とは対照的にオーク樽で熟成されずに出荷されている。
リースリング種は白ブドウ品種として最大の栽培面積を有していたが、1990年代前半にシャルドネ種に抜かれ、その後セミヨン種とソーヴィニヨン・ブラン種にも抜かれている。リースリング種の産地としてはバロッサ・ヴァレーが知られており、この品種がオーストラリアにおける白ワインの消費拡大に貢献した。一般的には樽熟成させずに出荷される。
セミヨン種はかつてハンター・ヴァレーの白ワインの中心的品種であり、ハンター・リヴァー・リースリングという別名を持つ。ニューサウスウェールズ州ではセミヨン種から貴腐ワインが生産されている。
1970年代中頃にはソーヴィニヨン・ブラン種が栽培されはじめ、比較的冷涼な南オーストラリア州のアデレード・ヒルズやビクトリア州のヤラ・ヴァレーで栽培されている。

## 生産

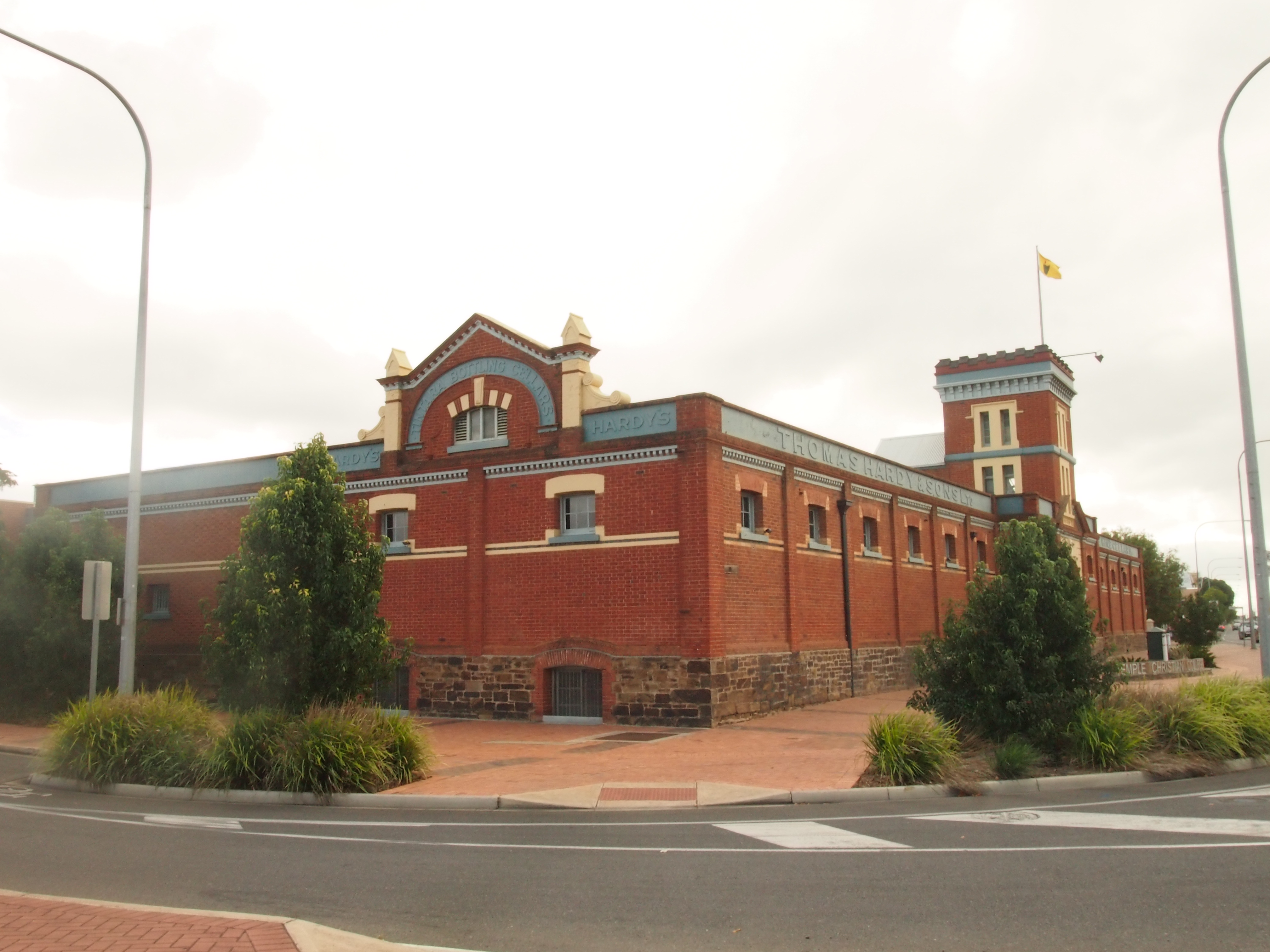
ハーディ社の旧ワインセラー

オーストラリアでもっとも有名なワインはペンフォールズ社の「グランジ」である。偉大な1955年のヴィンテージは1962年以降にいくつものワインコンクールで50以上の金賞を獲得した。1978年にフランスで開催されたワイン・オリンピックでは、1971年のヴィンテージがシラー/シラーズ部門で第1位に輝いた。1990年のヴィンテージは1995年にワイン・スペクテーター誌によって年間最優秀赤ワインに選ばれ、1998年のヴィンテージは同誌の採点で100点満点中99点を獲得した。イギリス人ワイン評論家のヒュー・ジョンソンはグランジをボルドーワインの一級畑と比較して「南半球唯一の一級畑」と呼んだ。影響力のあるアメリカ人ワイン評論家のロバート・パーカーはボルドーの愛好家として知られているが、グランジを「世界でもっとも魅惑的で凝縮されたワインであるペトリュスにとって代わる存在である」と書いた。
その他に国際的な注目を集める赤ワインには、グレイスのヘンチキ・ヒル、クレアンドン・ヒルズ・アストラリス、ダーレンベルグ・デッドアーム、トーブレック・ラン・リグなどがある。
オーストラリアには約2,000のワイン生産者が存在し、その大部分は小規模なワイナリーを経営している。国内のワイン市場は少数の大手ワイン会社によって支配されており、生産量の90%が上位10社、輸出量の75%が上位3社、アコレード・ワインズ、トレジャリー・ワイン・エステーツ、カセラ・ワインズによるものである。2000年代には業界再編の動きがあり、ブランドワインの販売を行うオーストラリア最大のワイン会社は2001年から2003年がトレジャリー・ワイン・エステーツ、2004年と2005年がハーディ・ワイン・カンパニーであった。ハーディは世界最大のワイン会社であるコンステレーション・ブランズの一部であり、ハーディは2001年から2005年まで所有するブドウ畑面積とブドウ収穫量で国内最大だった。

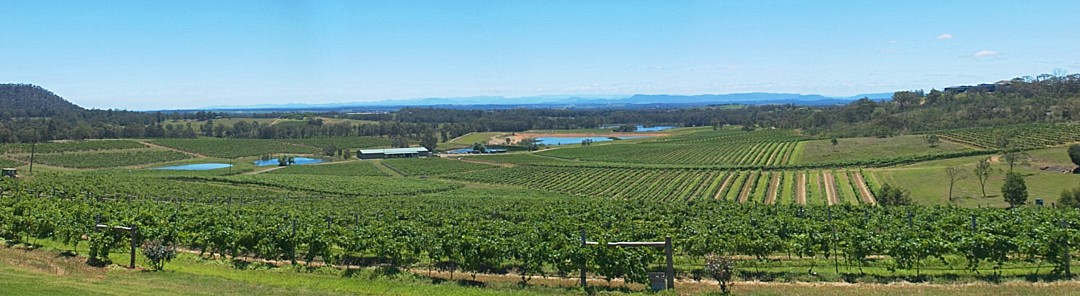
ハンター・ヴァレーのブドウ畑

## 輸出市場
| オーストラリア産ワインの国・地域別輸出額(2014-15) | オーストラリア産ワインの国・地域別輸出額(2014-15) | オーストラリア産ワインの国・地域別輸出額(2014-15) | オーストラリア産ワインの国・地域別輸出額(2014-15) |
| #                                                 | 国・地域                                          | 輸出額（豪ドル）                                  | 前年比(%)                                         |
| ------------------------------------------------- | ------------------------------------------------- | ------------------------------------------------- | ------------------------------------------------- |
| 1位                                               | アメリカ                                          | 4億1500万                                         | -7.9                                              |
| 2位                                               | イギリス                                          | 3億6900万                                         | -1.5                                              |
| 3位                                               | 中国                                              | 2億8000万                                         | +32.1                                             |
| 4位                                               | カナダ                                            | 1億8200万                                         | -0.7                                              |
| 5位                                               | 香港                                              | 1億1200万                                         | +28.4                                             |

1988年以降の酒類の輸出額推移（豪ドル）

1990年代には大手輸出企業と研究機関が共同でブドウ栽培・ワイン生産環境を整え、イギリス・アメリカ・カナダで低価格帯のワインによる市場の開拓を行った。2000年代になるとオーストラリア産ワインより安価なチリワインなどが台頭したため、高品質ワインでアジアの市場を狙う戦略に切り替えた。
2012年のワイン輸出額は世界第4位であり。2014-15年には7億2400万リットル、18億9000万豪ドル分が輸出された。輸出金額上位は1位がアメリカ、2位がイギリス、3位が中国、4位がカナダ、5位が香港だった。高価格ワインの輸出割合は中国に24%、カナダとアメリカにそれぞれ12%、香港に10%などであり、高価格ワインに限れば中国や香港への輸出比率が高い。

### 対ヨーロッパ
ヨーロッパでのお祝いの場の夕食時には、オーストラリア産高級ワインよりも並のフランスワインが添えられがちであるとする研究がある。利ざやの少ない大規模ブランドの売り上げを維持する一方で、上質なオーストラリアのブランドを探求する顧客がいるイギリス市場に向けた新たな市場戦略を展開している。今日では世界の100か国以上でオーストラリア産ワインが販売されており、イギリスが輸入するワインはフランス産よりもオーストラリア産のほうが多い。

### 対北アメリカ

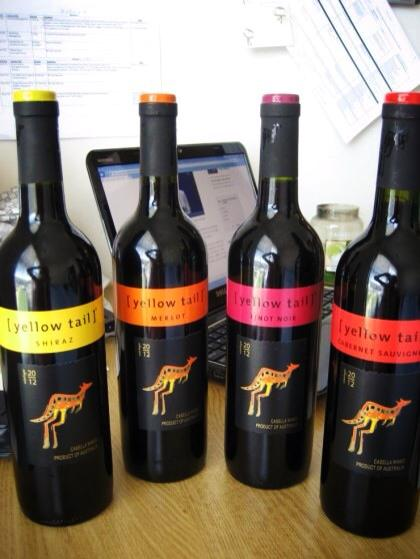
カセラワインズ社の銘柄「イエローテール」

アメリカ合衆国ではカセラワインズが銘柄「イエローテール」でワインを飲まない層を開拓し、爆発的なヒットを記録した。「イエローテール」はオーストラリア産ワインの知名度を一気に高め、オーストラリアはアメリカ合衆国の市場占有率で一二を争う国となった。その後はより安価なチリワインが台頭し、オーストラリア産ワインの優位性は失われている。安価なワインを大量輸出するマーケティング戦略の結果、オーストラリア産ワインの認知度が確実に高まった一方で、「果実味溢れる口当たりの良い安価なワイン」という固定観念を生む結果にもなった。
2008年には北アメリカのワイン市場でオーストラリア産ワインは17%のシェアを占めており、31%のフランスワイン、28%のイタリアワインに次ぐ第3位のシェアを有していた。

### 対アジア
アメリカやイギリスなどの既存市場で苦戦を強いられたため、オーストラリアのワイン業界は未開拓のアジアを重視した戦略に切り替え、2000年代には中国向けの輸出量が急激に増加した。2011年時点の中国国内の輸入ワインに占める国別シェアでは、量ベースでは22%でチリとフランスに次ぐ第3位、金額ベースでは21%でフランスに次ぐ第2位だった。2012年の習近平体制移行後には官僚の贅沢禁止令によって一時的にオーストラリア産ワインの輸出量が減少したが、2014年にはオーストラリアと中国の間で自由貿易協定が締結され、再び輸出量が増加に転じた。セッペルツフィールドと南山集団（南山開發集團）が年間1500万リットルの輸出入の契約を結ぶなど、両国のワイン関連企業の連携が深まっている。
香港国内の輸入ワインに占める国別シェアでは、量ベースでは18%でフランスに次ぐ第2位、金額ベースでは6.7%でフランス、イギリス、アメリカに次ぐ第4位だった。香港は2008年にワインにかかる関税を撤廃しており、消費市場と言うよりもワイン貿易のハブの役割を果たしている。
1970年代から1980年代には多くのベトナム人が難民としてオーストラリアに移住し、ベトナム系オーストラリア人の間でもワインの習慣が浸透しつつある。ベトナムでは近年になってワインの生産量・消費量が拡大し、2009年のワイン消費量は約600万リットルにまで拡大した。2009年時点で輸入市場の約半分をフランスワインが占め、オーストラリア産ワインはフランスに次ぐ15%のシェアを持っていたが、その後には苦戦してチリワイン、イタリアワイン、スペインワイン、アメリカワインに抜かれた。
2014-15年には総輸出金額18億9000万豪ドルのうち6億豪ドル分がアジアに輸出されており、うち2億8000万豪ドル分が中国に、1億1200万豪ドル分が香港に、4400万豪ドル分が日本に輸出された。南アジアの輸入ワイン市場でオーストラリア産ワインは大きなシェアを占めており、シェア16%を占めるインドでは第2位のワイン輸出国である。
2020年、オーストラリアと中国の関係が悪化する中、中国商務省は同年11月27日、オーストラリア産ワインに対し反ダンピング関税を課すことを仮決定。調査対象となっているワイン業者に対し、最大で212.1％となる保証金支払いを義務づけた。さらに翌月には相殺関税の上乗せも決定。2019年、中国のワイン輸入額において、オーストラリアはフランスを抜きトップに立つ状況にあったが、輸出先が一瞬にして消滅することとなった。生産者はタイ、ベトナムなどに新たな販路を開拓したが、2023年現在も中国によるオーストラリア産ワインの輸入規制は続いており、過剰生産はボトル換算で28億本分に相当する量となっている。

## 消費

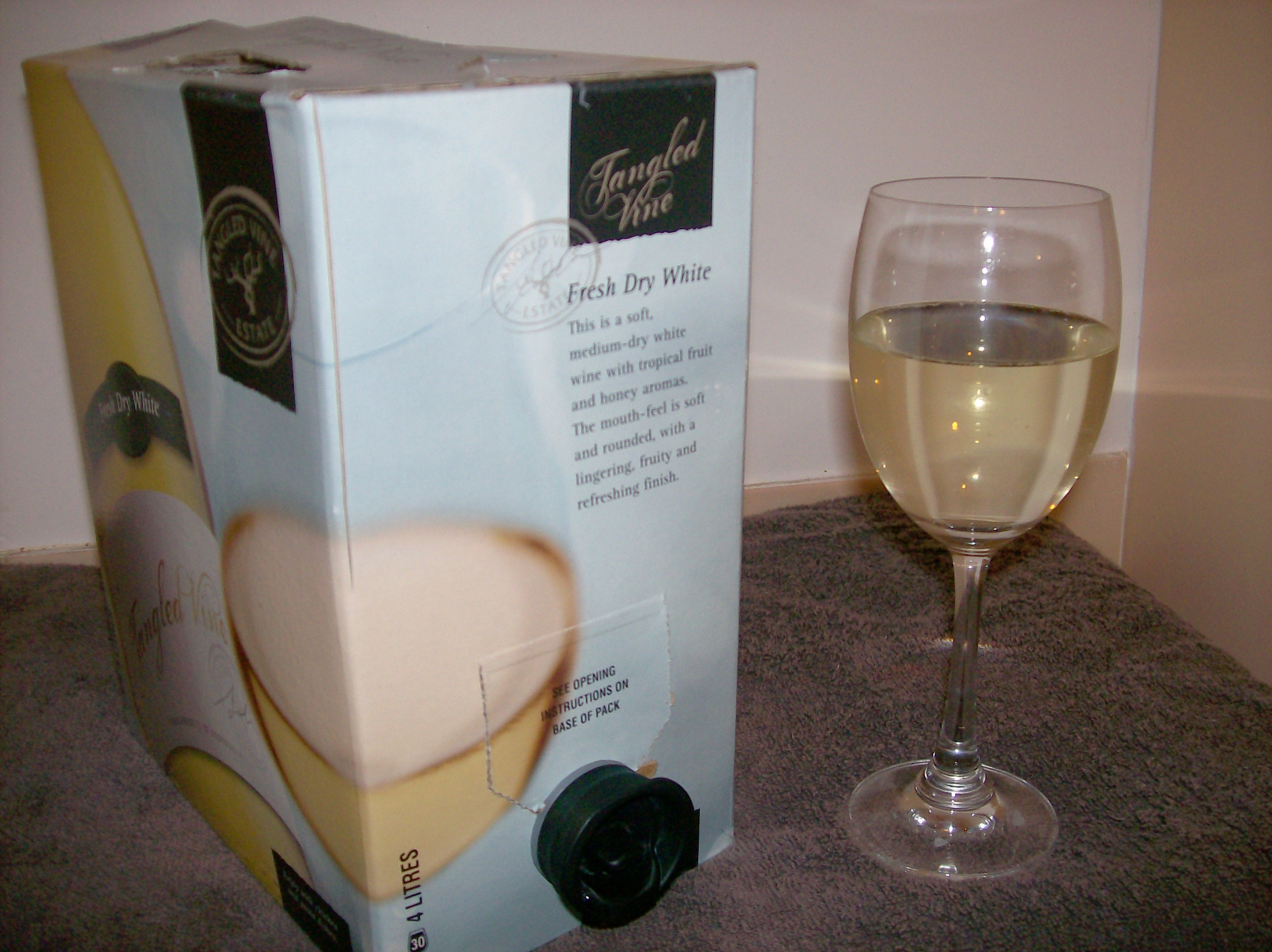
オーストラリアで生まれたカスクワイン

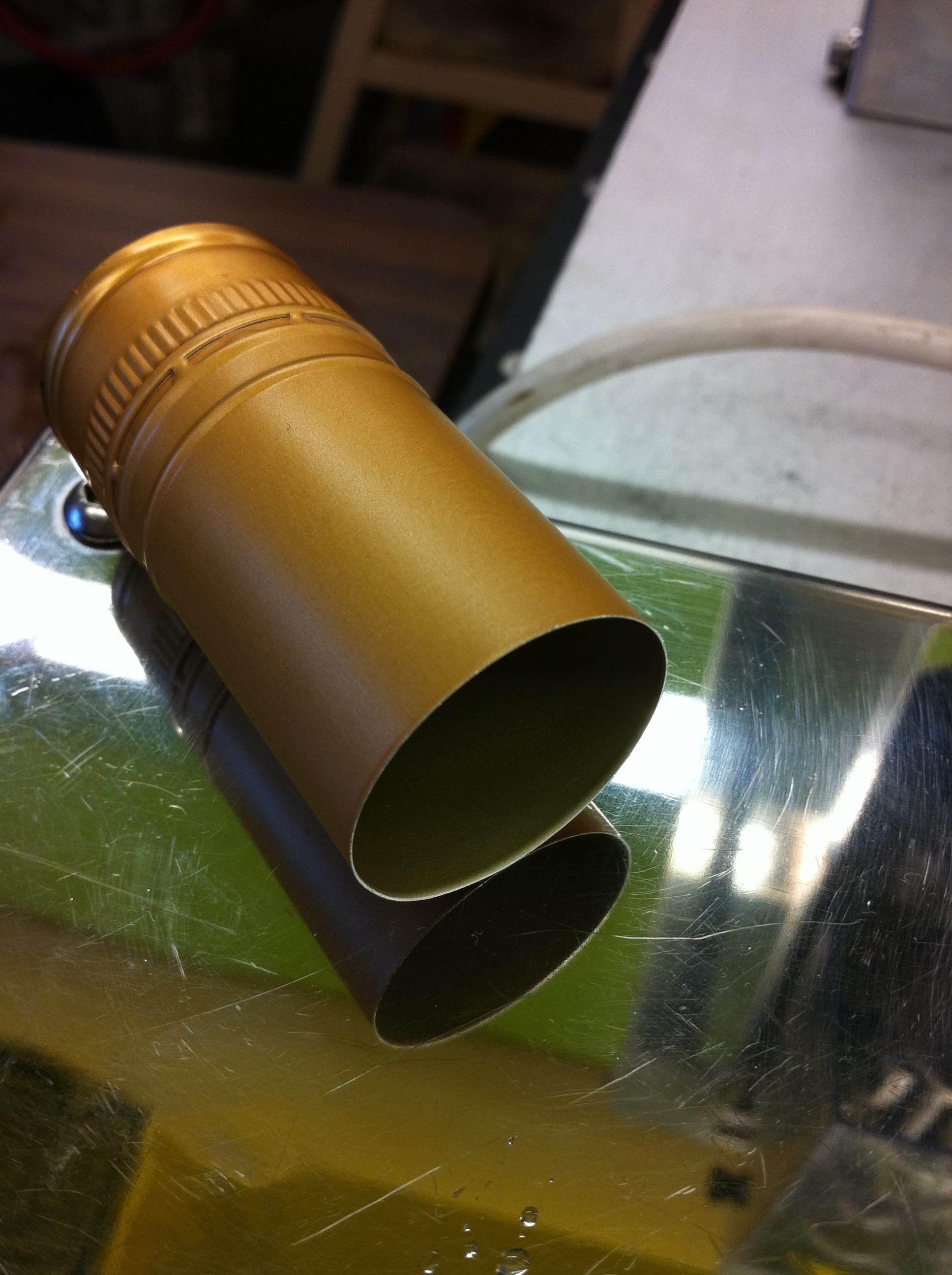
ワインに使用されるスクリューキャップ

1992年の1人あたりワイン消費量は19リットル/年であり、65リットル/年のフランスなどと比べると少ないものの、10リットル/年のイギリス、7リットル/年のアメリカなど同じアングロ・サクソン諸国の中では群を抜いて多かった。2010年の1人あたりワイン消費量は25リットル/年であり、独立国家としては第15位だった。9リットル/年のアメリカや21リットル/年のイギリスなどよりも多く、旧世界のドイツをも上回っている。オーストラリア本土とニュージーランドとの間にあるタスマン海に浮かぶノーフォーク島では、1人あたり54リットル/年のワインを消費しており、1人あたり消費量ではバチカンに次いで世界第2位の地域だった。2010年代のオーストラリアの1人あたりワイン消費量は、1960年の5倍以上に達している。消費量の約1/3はカスクワインであり、カスクワインはバーベキューの必需品である。
総生産量のうち国内消費量は約40%である。オーストラリアの人口は約2300万人に過ぎないが、2011年には5億3750リットルを国内で消費し、国内消費量は世界第10位だった。オーストラリアで販売されるワインのうち、他国から輸入されたワインはわずか16.6%にすぎない。2007年のオーストラリアのワイン市場は2億8000万豪ドルであり、9%の伸びを示した。

## ワイン産地
ワインラベルに記載される情報は厳密に規定されており、ブドウの産地について虚偽の情報または誤解を招くような記載があってはならない。多くの地域で地理的表示(GI)が定められており、「南東オーストラリア」などの大規模地方区分、州名、ゾーン名、地域名、小地域名などに分かれる。オーストラリア産ワインの大部分は、オーストラリア大陸南東部に広がる温暖なマレー・ダーリング盆地で生産される。高価格帯の高級ワインは、概して冷涼で小規模な地域で生産されている。オーストラリア大陸のほぼ中心に位置するアリススプリングス（ノーザン・テリトリー）は典型的な乾燥気候であるが、この町にもブティックワイナリーが存在する。

### 南オーストラリア州

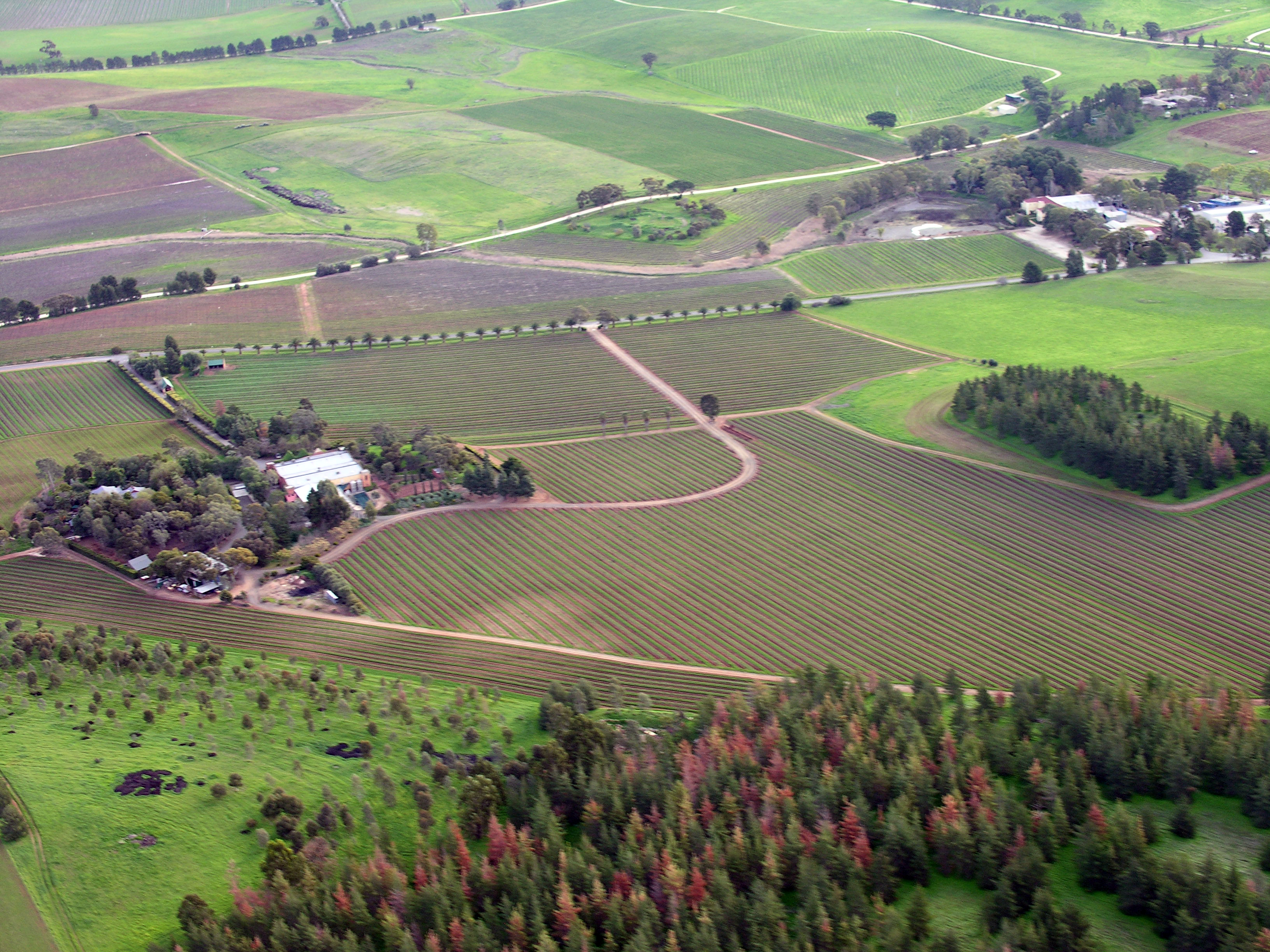
バロッサ・ヴァレーのブドウ畑

アデレードを州都とする南オーストラリア州は、アメリカ合衆国におけるカリフォルニア州のように「ワイン州」として知られる。2012年-13年にはオーストラリア全体の46%に相当する57万キロリットルのワインが南オーストラリア州で生産された。オーストラリアに存在する主要なブドウ栽培・ワイン醸造研究機関はすべてこの州に存在する。
- バロッサ・ヴァレー（英語版）

バロッサ・ヴァレーはアデレードの北60kmにあり、オーストラリア最大の高級ワイン産地である。年降水量500mmの地中海性気候であり、味のバランスがよく濃縮感の強いワインを生産している。2014-15年には第2位のクナワラや第3位のマクラーレン・ヴェイルを上回り、オーストラリアでもっとも輸出単価（1リットル当たりの輸出金額）が高い地理的表示産地だった。
ヌーリオッパの町を中心とし、ブドウ畑は標高230mから550mまで続く。ドイツ系移民が多く、建物やブドウ畑はドイツの面影を有している。オーランド・ウィンダム、ペンフォールズ、セッペルト、ウルフ・ブラス、ヤルンバなどオーストラリアを代表するワイナリーが軒を連ねており、バロッサ・ヴァレーのワイナリーだけでオーストラリア産ワインのかなりの割合を生産しているが、原料となるブドウは隣接するリヴァーランドやエデン・ヴァレーなどの産地などから持ち込まれている。
- マクラーレン・ヴェイル（英語版）

1838年に南オーストラリア州で初めてブドウが植えられた地域である。イギリスからの移民によってワイン生産がはじめられた。濃厚な風味を持つ黒品種を栽培しており、古くからのシラーズ種、グルナッシュ種、カベルネ・ソーヴィニヨン種に加え、近年にはメルロー種が植えられている。この地域で栽培されるブドウの多くは地域外のワイナリーでワインとなる。1980年代のワインブーム期には小ワイナリーが続々と誕生した。

### ニューサウスウェールズ州

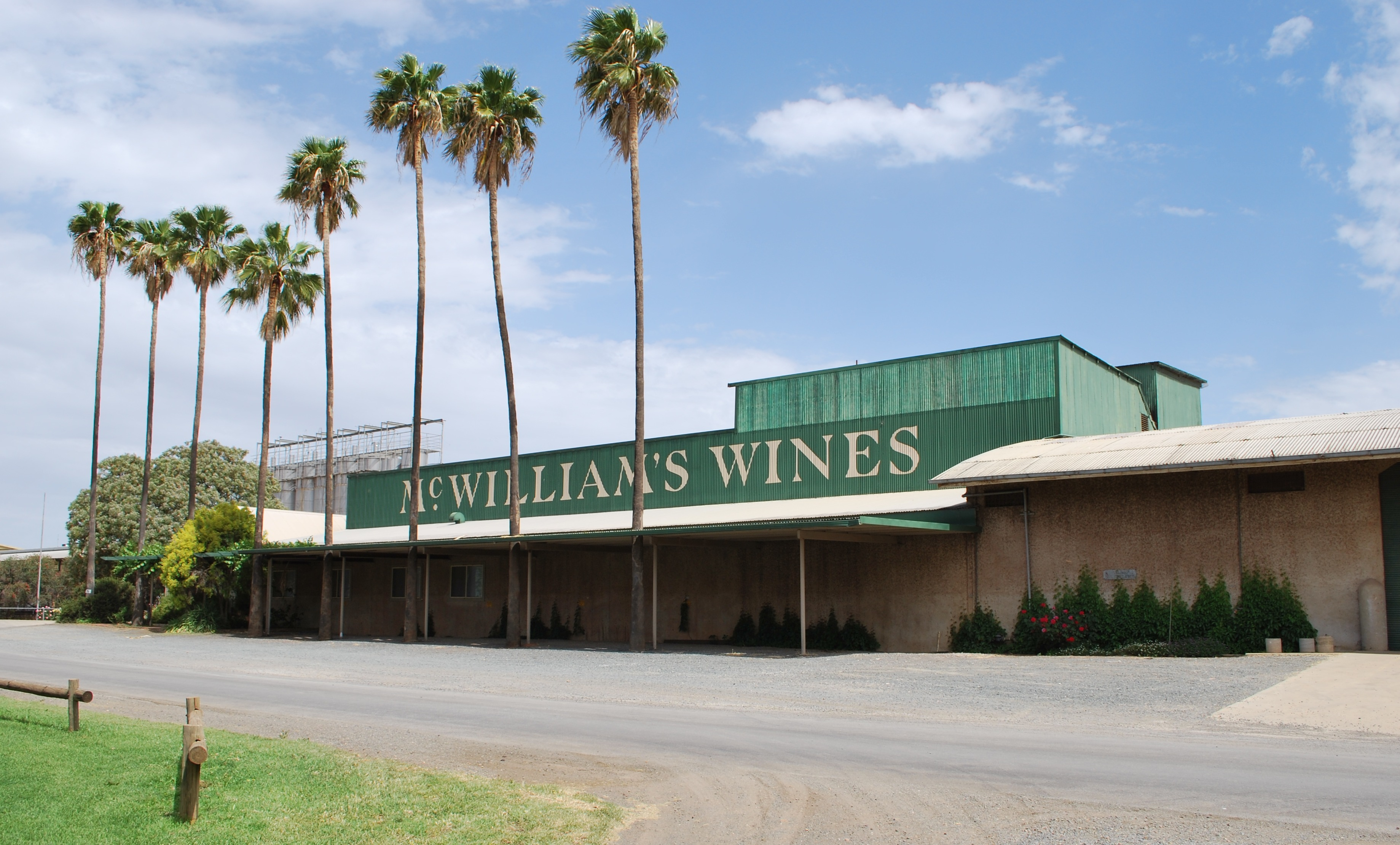
マクウィリアムズ・ワイナリー

シドニーを州都とするニューサウスウェールズ州はオーストラリア産ワイン発祥の地である。ハンター・ヴァレーの気候は亜熱帯であり、夏季の暑さや収穫期の長雨などが収穫量を不安定にしている。ブドウ栽培の適地とはいえず、南オーストラリア州にワイン産業の中心地の座を明け渡しているが、シドニーとの距離の近さが観光客や投資家を呼び込んでいる。2012年-13年にはオーストラリア第2位の31%に相当する39万キロリットルのワインがニューサウスウェールズ州で生産された。
- ハンター・ヴァレー

伝統的なオーストラリアのワイン産地の中では最北端に位置する。オーストラリアでもっとも早くからブドウを栽培していた産地のひとつであり、1828年にブドウ栽培を始めた。年降水量は750mmとかなり多く、2/3が収穫期に集中している。19世紀末から20世紀初頭にかけて国内やイギリスの需要が酒精強化ワインに傾いた際にも、ハンター・ヴァレーはスティルワインを生産し続けた。この産地の象徴的な品種としてセミヨン種が知られているが、シラーズ種、シャルドネ、カベルネ・ソーヴィニヨン種、ヴェルデーリョ種なども栽培している。グレートディヴァイディング山脈を挟んでマッジーと向かい合っている。

### ビクトリア州

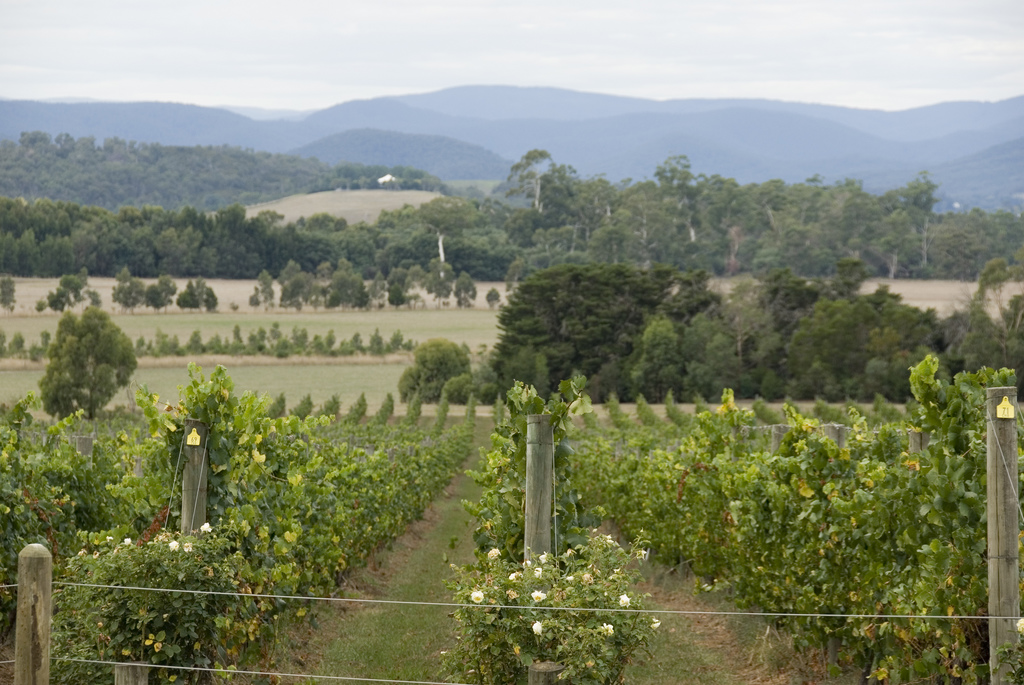
ヤラ・ヴァレーのブドウ畑

ビクトリア州は1851年以降のゴールドラッシュ期にワイン産業が興隆し、ワイン生産量・イギリスへの輸出量ともにオーストラリア最大となって「英国民のブドウ畑」とも呼ばれた。しかし、19世紀末のフィロキセラの流行でこの地域のブドウ畑は壊滅し、1980年代まで復活には至らなかった。2012年-13年にはオーストラリア第3位の19%に相当する24万キロリットルのワインがビクトリア州で生産された。ビクトリア州は西岸海洋性気候であり、冷涼な気候による繊細なワインを生産している。
- ヤラ・ヴァレー（英語版）

州都メルボルンに近く、多様な種類のワインを生産している。1960年代に復興を遂げ、1980年代まではボルドータイプのブレンドで名声を得ていたが、その後にはピノ・ノワール種やシャルドネ種のセパージュワインで知られている。2009年2月から3月にはビクトリア州で大規模な森林火災が発生し、ヤラ・ヴァレーでは3%のブドウ畑が焼失した。
- ゴールバーン・ヴァレー（英語版）

州中央部に位置する。イギリスの田園風景に似た美しい景観を持つ。内陸部の谷底にあり、昼夜の気温差が大きい。ローヌ系品種が多く占め、1930年代からマルサンヌ種、ヴィオニエ種、ルーサンヌ種、シラーズ種、ムールヴェードル種が続いた。ブドウの他にはアンズ、サクランボなどの果樹も栽培されている。

### 西オーストラリア州

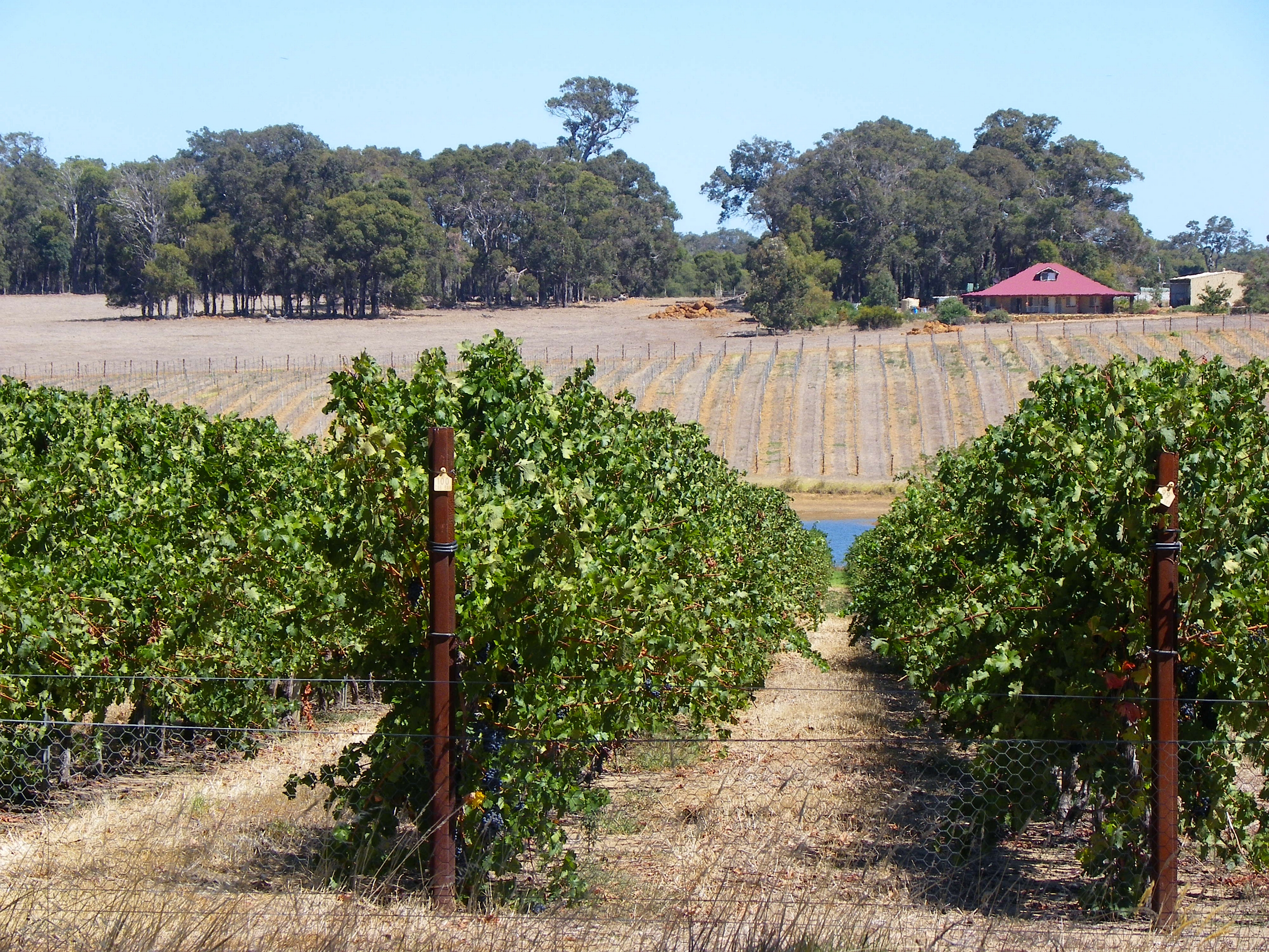
マーガレット・リヴァー

オーストラリア大陸西部を占める西オーストラリア州では、ニューサウスウェールズ州とほぼ同時期にワイン生産が始められ、州都パース近郊にあるスワン・ヴァレーでは1834年に初めてブドウが収穫された。パース近郊では夏季には酷暑が続くためデザートワインが主流だったが、ホートン社はシュナン・ブラン種をベースとする辛口白ワイン「ホワイト・バーガンディ」を生産した。州全体の生産量はそれほど多くないが、マーガレット・リヴァーなどの高品質ワイン産地の存在で知られている。
- マーガレット・リヴァー（英語版）

パースから約200km南にあって州内では冷涼なマーガレット・リヴァーに初めてブドウが植えられたのは1967年のことである。マーガレット・リヴァーは世界中で高級ワイン産地としての名声を確立している。シャルドネ種やカベルネ・ソーヴィニヨン種のセパージュワイン、またセミヨン種とソーヴィニヨン・ブラン種をブレンドしたワインで知られている。

### タスマニア州

タスマニア島

オーストラリア大陸の南東に位置するタスマニア島の1月（夏季）の平均気温は14.4度、年降水量は620mmである。オーストラリアでもっとも冷涼な地域であり、州都ホバートは国内でもっとも乾燥した州都の座をアデレードと争うほど降水量が少ない。2013年のブドウ栽培面積はタスマニア全島で1,514ヘクタールである。
近年にはタスマニア・ワインが高品質ワインの産地として台頭し、地理的表示「タスマニア」は1994年に認可されている。特にテイマー・ヴァレーでは冷涼なタスマニア島の気候に適したシャルドネ種やピノ・ノワール種などが評判を得ている。西オーストラリア州同様に生産量は多くないが、冷涼な気候を活かして高品質ワインが生産されている。

### クイーンズランド州
オーストラリア大陸の北東部を占めるクイーンズランド州では、100以上の登録済ブドウ畑で栽培されたブドウでワインが生産されている。州最南端にあり標高が高いグラニット・ベルト地域では、スタンソープとバランディーンの町がワイン生産の中心となり、注目すべきワインがいくつか生産されている。クイーンズランド州はオーストラリアのワイン産地としてはもっとも北にあり、平均気温が高く降水量が少ないため、ブドウ畑の面積はタスマニア州の約2倍であるものの、ワイン生産量はタスマニア州の半分以下である。地理的表示「クイーンズランド」は1994年に認可されている。

### 産地一覧

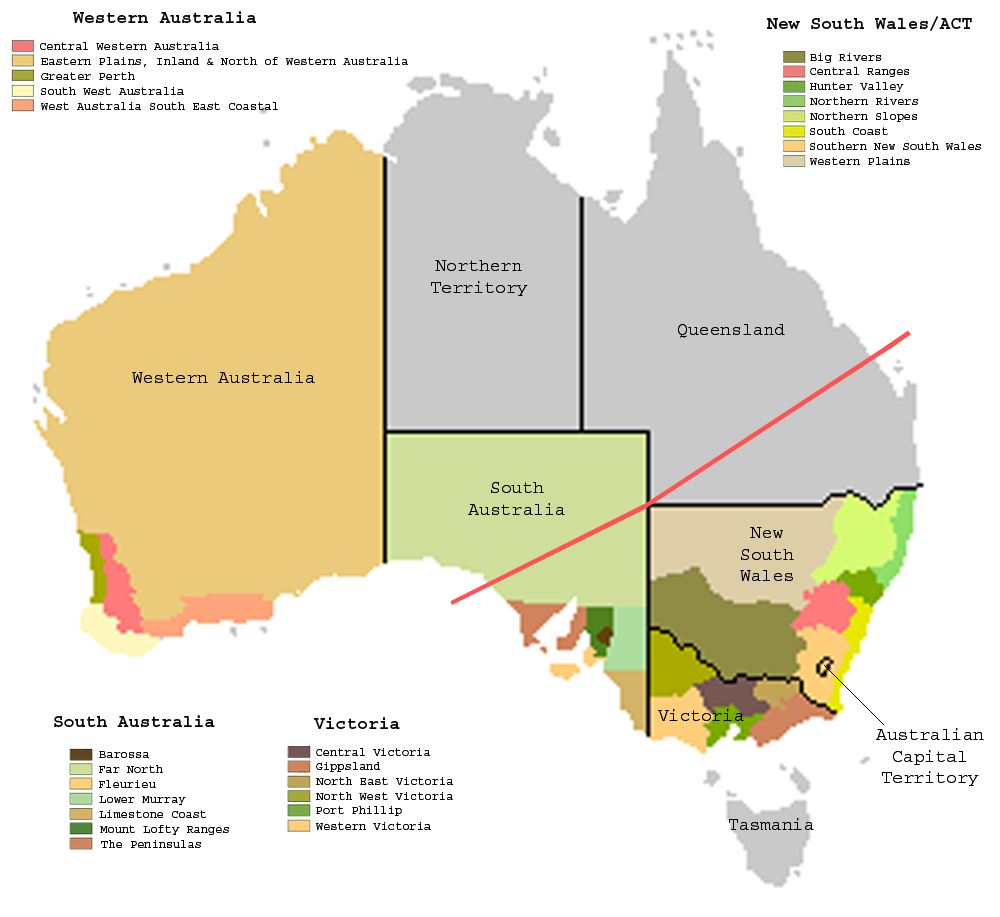
ワインラベルに使用されるゾーン区分

主要産地の地図

| オーストラリアワインの地理的表示(GI) | オーストラリアワインの地理的表示(GI)                 | オーストラリアワインの地理的表示(GI)   | オーストラリアワインの地理的表示(GI)   |
| 州(State)                            | 地方(Zone)                                           | 地域(Region)                           | 小地域(Subregion)                      |
| ------------------------------------ | ---------------------------------------------------- | -------------------------------------- | -------------------------------------- |
| 南オーストラリア州                   | アデレード                                           | アデレード                             | アデレード                             |
| 南オーストラリア州                   | バロッサ                                             | バロッサ・ヴァレー                     |                                        |
| 南オーストラリア州                   | バロッサ                                             | エデン・ヴァレー                       | ハイ・エデン                           |
| 南オーストラリア州                   | ファー・ノース                                       | サザン・フリンダース・レーンジズ       |                                        |
| 南オーストラリア州                   | フルーイオ                                           | カレンシー・クリーク                   |                                        |
| 南オーストラリア州                   | フルーイオ                                           | カンガルー・アイランド                 |                                        |
| 南オーストラリア州                   | フルーイオ                                           | ラングホーン・クリーク                 |                                        |
| 南オーストラリア州                   | フルーイオ                                           | マクラーレン・ヴェイル                 |                                        |
| 南オーストラリア州                   | フルーイオ                                           | サザン・フルーイオ                     |                                        |
| 南オーストラリア州                   | ライムストーン・コースト                             | クナワラ                               |                                        |
| 南オーストラリア州                   | ライムストーン・コースト                             | マウント・ベンソン                     |                                        |
| 南オーストラリア州                   | ライムストーン・コースト                             | マウント・ガンビア                     |                                        |
| 南オーストラリア州                   | ライムストーン・コースト                             | パッドサウェー                         |                                        |
| 南オーストラリア州                   | ライムストーン・コースト                             | ローブ                                 |                                        |
| 南オーストラリア州                   | ライムストーン・コースト                             | ラットンブリー                         |                                        |
| 南オーストラリア州                   | ロウアー・マレー                                     | リヴァーランド                         |                                        |
| 南オーストラリア州                   | マウント・ロフティ・レーンジズ                       | アデレード・ヒルズ                     | レンズウッド                           |
| 南オーストラリア州                   | マウント・ロフティ・レーンジズ                       | アデレード・ヒルズ                     | ピカデリー・ヴァレー                   |
| 南オーストラリア州                   | マウント・ロフティ・レーンジズ                       | アデレード・プレーンズ                 |                                        |
| 南オーストラリア州                   | マウント・ロフティ・レーンジズ                       | クレア・ヴァレー                       |                                        |
| 南オーストラリア州                   | ザ・ペニンシュラズ                                   |                                        |                                        |
| ニューサウスウェールズ州             | ビッグ・リヴァーズ                                   | マレー・ダーリング                     |                                        |
| ニューサウスウェールズ州             | ビッグ・リヴァーズ                                   | ペリコッタ                             |                                        |
| ニューサウスウェールズ州             | ビッグ・リヴァーズ                                   | リヴァリーナ                           |                                        |
| ニューサウスウェールズ州             | ビッグ・リヴァーズ                                   | スワン・ヒル                           |                                        |
| ニューサウスウェールズ州             | セントラル・レーンジズ                               | カウラ                                 |                                        |
| ニューサウスウェールズ州             | セントラル・レーンジズ                               | マジー                                 |                                        |
| ニューサウスウェールズ州             | セントラル・レーンジズ                               | オレンジ                               |                                        |
| ニューサウスウェールズ州             | ハンター・ヴァレー                                   | ハンター                               | ブローク・フォードウィッチ             |
| ニューサウスウェールズ州             | ハンター・ヴァレー                                   | ハンター                               | ポーコルビン                           |
| ニューサウスウェールズ州             | ハンター・ヴァレー                                   | ハンター                               | アッパー・ハンター・ヴァレー           |
| ニューサウスウェールズ州             | ノーザン・リヴァーズ                                 | ハスティングス・リヴァー               |                                        |
| ニューサウスウェールズ州             | ノーザン・スロープス                                 | ニューイングランド・オーストラリア     |                                        |
| ニューサウスウェールズ州             | サウス・コースト                                     | ショールヘイブン・コースト             |                                        |
| ニューサウスウェールズ州             | サウス・コースト                                     | サザン・ハイランズ                     |                                        |
| ニューサウスウェールズ州             | サザン・ニューサウスウェールズ                       | キャンベラ・ディストリクト             |                                        |
| ニューサウスウェールズ州             | サザン・ニューサウスウェールズ                       | ガンダガイ                             |                                        |
| ニューサウスウェールズ州             | サザン・ニューサウスウェールズ                       | ヒルトップス                           |                                        |
| ニューサウスウェールズ州             | サザン・ニューサウスウェールズ                       | タンバランバ                           |                                        |
| ニューサウスウェールズ州             | ウェスタン・プレーンズ                               |                                        |                                        |
| 西オーストラリア州                   | セントラル・ウェスタン・オーストラリア               | セントラル・ウェスタン・オーストラリア | セントラル・ウェスタン・オーストラリア |
| 西オーストラリア州                   | イースタン・プレーンズ                               |                                        |                                        |
| 西オーストラリア州                   | グレーター・パース                                   | ピール                                 |                                        |
| 西オーストラリア州                   | グレーター・パース                                   | パース・ヒルズ                         |                                        |
| 西オーストラリア州                   | グレーター・パース                                   | スワン・ディストリクト                 | スワン・ヴァレー                       |
| 西オーストラリア州                   | サウスウェスト・オーストラリア                       | ブラックウッド・ヴァレー               |                                        |
| 西オーストラリア州                   | サウスウェスト・オーストラリア                       | ジオグラッフ                           |                                        |
| 西オーストラリア州                   | サウスウェスト・オーストラリア                       | グレート・サザン                       | アルバニー                             |
| 西オーストラリア州                   | サウスウェスト・オーストラリア                       | グレート・サザン                       | デンマーク                             |
| 西オーストラリア州                   | サウスウェスト・オーストラリア                       | グレート・サザン                       | フランクランド・リヴァー               |
| 西オーストラリア州                   | サウスウェスト・オーストラリア                       | グレート・サザン                       | マウント・バーカー                     |
| 西オーストラリア州                   | サウスウェスト・オーストラリア                       | グレート・サザン                       | ポロングラップ                         |
| 西オーストラリア州                   | サウスウェスト・オーストラリア                       | マンジマップ                           |                                        |
| 西オーストラリア州                   | サウスウェスト・オーストラリア                       | マーガレット・リヴァー                 |                                        |
| 西オーストラリア州                   | サウスウェスト・オーストラリア                       | ペムバトン                             |                                        |
| 西オーストラリア州                   | ウェスト・オーストラリアン・サウスイースト・コースト |                                        |                                        |
| クイーンズランド州                   |                                                      | グラニット・ベルト                     |                                        |
| クイーンズランド州                   | サウス・バーネット                                   |                                        |                                        |
| ビクトリア州                         | セントラル・ビクトリア                               | ベンディゴ                             |                                        |
| ビクトリア州                         | セントラル・ビクトリア                               | ゴールバーン・ヴァレー                 | ナガンビー・レイクス                   |
| ビクトリア州                         | セントラル・ビクトリア                               | ヒースコート                           |                                        |
| ビクトリア州                         | セントラル・ビクトリア                               | ストラスボーギ・レーンジズ             |                                        |
| ビクトリア州                         | セントラル・ビクトリア                               | アッパー・ゴールバーン                 |                                        |
| ビクトリア州                         | ギプスランド                                         |                                        |                                        |
| ビクトリア州                         | ノースイースト・ビクトリア                           | アルパイン・ヴァレーズ                 |                                        |
| ビクトリア州                         | ノースイースト・ビクトリア                           | ビーチワース                           |                                        |
| ビクトリア州                         | ノースイースト・ビクトリア                           | グレンロワン                           |                                        |
| ビクトリア州                         | ノースイースト・ビクトリア                           | キング・ヴァレー                       |                                        |
| ビクトリア州                         | ノースイースト・ビクトリア                           | ラザグレン                             |                                        |
| ビクトリア州                         | ノースウェスト・ビクトリア                           | マレー・ダーリング                     |                                        |
| ビクトリア州                         | ノースウェスト・ビクトリア                           | スワン・ヒル                           |                                        |
| ビクトリア州                         | ポート・フィリップ                                   | ジロング                               |                                        |
| ビクトリア州                         | ポート・フィリップ                                   | マセドン・レーンジズ                   |                                        |
| ビクトリア州                         | ポート・フィリップ                                   | モーニングトン・ペニンシュラ           |                                        |
| ビクトリア州                         | ポート・フィリップ                                   | サンベリー                             |                                        |
| ビクトリア州                         | ポート・フィリップ                                   | ヤラ・ヴァレー                         |                                        |
| ビクトリア州                         | ウェスタン・ビクトリア                               | グランピアンズ                         | グレート・ウェスタン                   |
| ビクトリア州                         | ウェスタン・ビクトリア                               | ヘンティ                               |                                        |
| ビクトリア州                         | ウェスタン・ビクトリア                               | ピラニーズ                             |                                        |
| タスマニア州                         |                                                      |                                        |                                        |
| ノーザン・テリトリー                 |                                                      |                                        |                                        |
| オーストラリア首都特別地域           |                                                      |                                        |                                        |

## 文献

### 関連文献
日本語文献
- 浅田勝美; ロバート・メイン (1985). オーストラリアワインの楽しみ. 飛鳥出版
- 土屋由香里 (1998), “オーストラリアワイン事情 (1) アデレード大学ワイン醸造学科大学院に留学して”, 日本醸造協会誌 93 (1):  52-56
- 土屋由香里 (1998), “オーストラリアワイン事情 (2) アデレード大学ワイン醸造学科大学院に留学して”, 日本醸造協会誌 93 (2):  129-135
- 寺田直子 (2000), “オーストラリアワインの魅力を探る”, 婦人公論 85 (21):  124-134
- 日本テレビ放送網『バッカスに乾杯! 日本 U.S.A. オーストラリア』日本テレビ放送網〈世界のワイン〉、1991年。
- 早坂洋司 (2002), “Grapevine オーストラリアワイン産業の挑戦”, ASEV日本ブドウ・ワイン学会誌 13 (3):  139-144
- 三石誠司 (2007), “オーストラリアの食品産業 その能力と競争力（中）食品輸出の中核担う畜産 高付加価値のワイン”, 農林経済 (9857):  6-10

外国語文献
- Clarke, Oz (2002). Oz Clarke's New Wine Atlas: Wines and Wine Regions of the World (6 ed.). Harcourt. ISBN 978-0151009138
- Clarke, Oz (2004). Australian Wine Companion. Time Warner Book Group UK. ISBN 0-316-72874-8
- Clarke, Oz (2005). Oz Clarke's Australian Wine Companion. Harvest Books
- Fhillips, Rod (2000). A Short History of Wine. New York, USA: HarperCollins
- Forrestal, Peter (1999). Discover Australia: Wineries. Milsons Point, Australia: Random House Australia. ISBN 0091837898
- Hallida, James (1985). The Australian Wine Compendium. North Ryde, Australia: Angus & Robertson. ISBN 0207151377
- Hallida, James (1994). A history of the Australian wine industry 1949–1994. Adelaide, Australia: Australian Wine and Brandy Corporation in association with Winetitles. ISBN 1875130160
- Hallida, James (2008). James Halliday's Wine Atlas of Australia. Prahran, Australia: Hardie Grant Books. ISBN 9781740666855
- Hallida, James (2010). Australian Wine Companion (2010 Edition ed.). ISBN 978-1-74066-754-8
- Hartley, Clive (2002). The Australian Wine Guide. New South Wales, Australia: Hospitality Books
- Johnson, Hugh; Robinson, Jancis (2007). The World Atlas of Wine (6 ed.). Mitchell Beazley. ISBN 978-1-84533-414-7
- Kramer, Matt (2003). Making Sense of Wine. Philadelphia, USA: Running Pres
- MaCarthy, Ed; Ewing-Mulligan, Mary (1995). Wine for Dummies: A Reference for the Rest of Us. Foster City, Canada: IDG Books
- Palmer, Margot (2007-12). Australian Wine. An Export Success Story. Sydney, Australia: IDG Books
- Phillips, Roderick (2000). A short history of wine. London: Allen Lane. ISBN 0-7139-9432-0
- Robinson, Jancis (1986). Vines, Grapes & Wines. Mitchell Beazley. ISBN 1-85732-999-6
- Robinson, Jancis (2006). The Oxford Companion to Wine (3 ed.). Oxford University Press. ISBN 0-19-860990-6
- Simon, André Louis (1966). The Wines Vineyards and Vignerons of Australia. London, UK: Paul Hamlyn
- Stevenson, Tom (2005). The Sotheby's Wine Encyclopedia (4 ed.). Dorling Kindersley. ISBN 0-7566-1324-8
- Walton, Stuart (2005). Cook's Encyclopedia of Wine. Anness Publishing Limited 2002, 2005. pp. s.232, 233. ISBN 0-7607-4220-0
- Zraly, Kevin (2005). Windows of the World Complete Wine Course. New York, USA: Sterling
- The globe in a glass. The Economist (London), 16 December 1999 .